# زخارف هندسية إسلامية

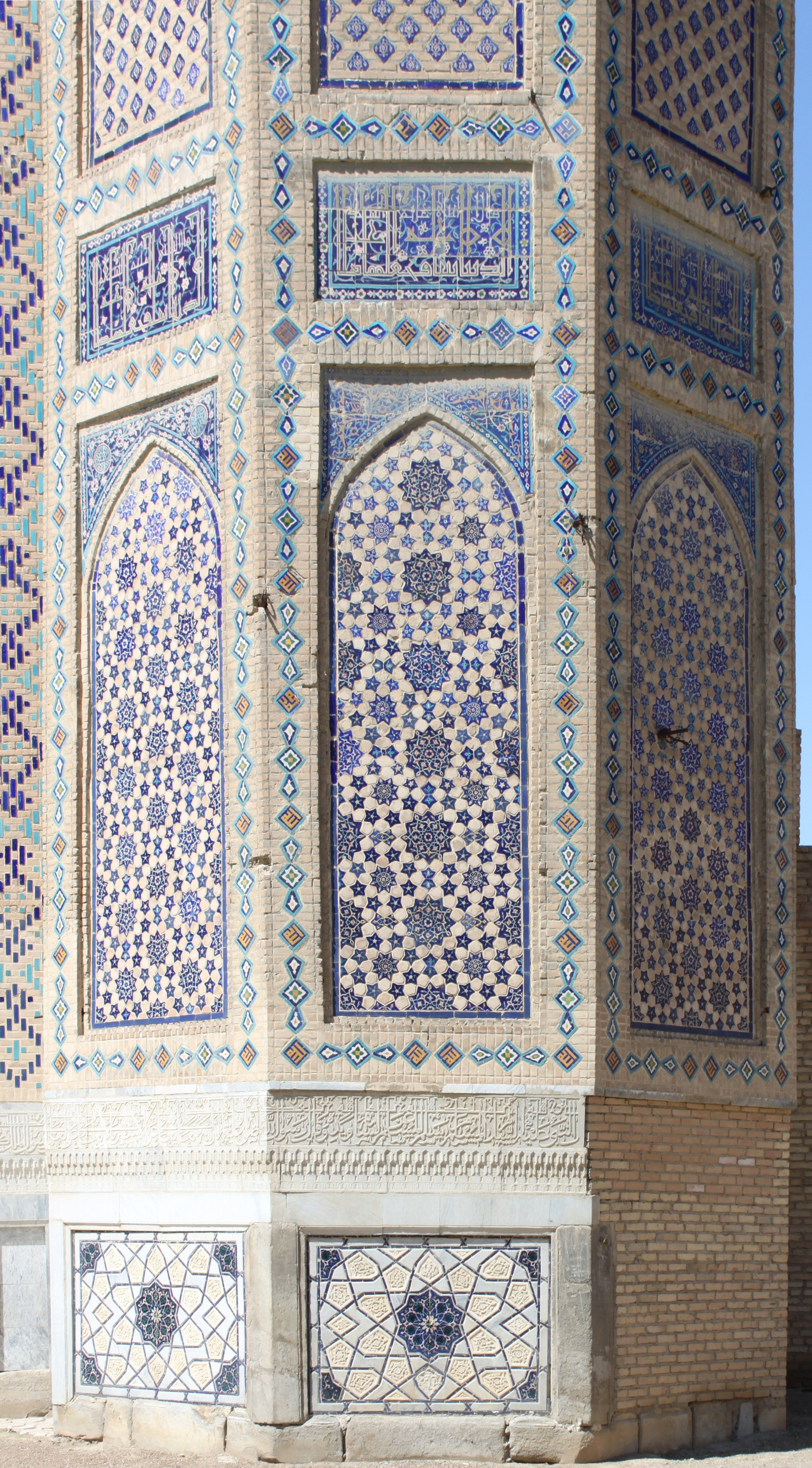
صورة لقاعدة مئذنة مسجد بيبي خانم في سمرقند في أوزبكستان. الأقواس الرأسية مزينة بزخارف هندسية مختلفة، تضم نجومًا خماسية وثمانية وعشارية

استعاض فنانو الزخارف الإسلامية عن التشخيص بتطويرهم لأنماط الزخارف الهندسية الإسلامية متعددة الأشكال عبر القرون. غلب على التصاميم الهندسية في الفن الإسلامي تكرار استخدام مجموعات المربعات والدوائر، التي يمكن أن تتداخل وتتشابك كفن الأرابيسك، كما اشتملت على أشكال متنوعة من الفسيفساء. تدرج تعقيد وتنوع الأنماط المستخدمة بدءًا من النجوم والمعينات البسيطة في القرن الثالث الهجري إلى مجموعة متنوعة من الأشكال ذات الست إلى الثلاث عشرة جانب في القرن السابع الهجري، ثم النجوم ذات الأربع عشرة والست عشرة جانب في القرن العاشر الهجري. استخدمت الزخارف الهندسية في أشكال متعددة في الفن والعمارة الإسلامية شملت الكليم والجيرة الفارسية، وقرميد الزليج المغربي، والعقود المقرنصة، ونوافذ الجالي المثقبة، والفخار والجلود والزجاج الملون، والمشغولات الخشبية والمعدنية.
انتقلت الزخارف الهندسية الإسلامية إلى الغرب، وانتشرت بين الحرفيين والفنانين بما في ذلك إيشر في القرن العشرين، كما انتشرت بين علماء الرياضيات والفيزياء بما في ذلك بيتر لو وبول ستنهاردت الذي أثار جدلاً بزعمه في سنة 2007 م أن بلاط ضريح إمام الدرب في أصفهان يمثّل تكرار شبه دوري مثل تبليط بنروز.

## خلفية

### الزخرفة الإسلامية
جاء في الحديث النبوي عن ابن عمر أن النبي محمد ﷺ قال: «إن الذين يصنعون هذه الصور يعذبون يوم القيامة يقال لهم أحيوا ما خلقتم»، وفي حديث نبوي آخر أن الملائكة لا تدخل بيتًا فيه صورة. لذا فقد تجنب الفن الإسلامي في أغلب الأوقات التشخيص لما يحمله معنى تلك الأحاديث النبوية من تحريم لهذا الأمر. استوحيت الأشكال الهندسية الإسلامية من تصميمات أبسط استخدمت في الحضارات الإغريقية والرومانية والساسانية القديمة. مثلت الزخارف الهندسية واحدة من ثلاث أشكال للزخرفة الإسلامية التي اشتملت أيضًا على فن الأرابيسك المعتمد على الحفر، بالإضافة إلى الخط العربي؛ بل وكان يتم المزج بينهم أحيانًا. تعد الزخارف الهندسية والأرابيسك أشكالاً من فن التشابك.

### أهدافها
يقول هنري فوسيون:«ما أخال شيئًا يمكنه أن يجرّد الحياة من ثوبها الظاهر، وينقلنا إلى مضمونها الدفين مثل التشكيلات الهندسية للزخارف الإسلامية؛ فليست هذه التشكيلات سوى ثمرة لتفكير قائم على الحساب الدقيق، قد يتحول إلى نوع من الرسوم البيانية لأفكار فلسفية ومعانٍ روحية. غير أنه ينبغي ألا يفوتنا أنه خلال هذا الإطار التجريدي تنطلق حياة متدفقة عبر الخطوط، فتؤلّف بينها تكوينات تتكاثر وتتزايد، متفرقة مرة ومجتمعة مرات، وكأن هناك روحًا هائمة هي التي تمزج تلك التكوينات وتُباعد بينها، ثم تُجمّعها من جديد، فكلّ تكوين منها يصلُح لأكثر من تأويل، يتوقف على ما يُصوّب عليه المرء نظره ويتأمله منها، وجميعها تُخفي وتكشف في آنٍ واحد عن سر ما تتضمنه من إمكانات وطاقات بلا حدود». كما زعم كيث كريتشلو أن الزخارف الإسلامية صممت لجذب الناظر إليها لفهم الحقائق الضمنية، وليس فقط الزخرفة الظاهرية. وقال ديفيد ويد أن: «معظم الفن الإسلامي سواء في العمارة أو الخزف أو المنسوجات أو الكتب هو فن زخرفة»، كما زعم ويد أن الهدف الخفي من الزخرفة تحويل المساجد إلى هيئة خفيفة مشرقة، كما أن زخرفة صفحات القرآن تجعلها مدخلاً إلى اللا نهاية. وعلى النقيض، قالت دوريس بيرنز-أبو سيف في كتابها «الجمال في الثقافة العربية» أنه هناك فارق كبير بين التفكير الفلسفي في أوروبا العصور الوسطى والعالم الإسلامي، حيث أن مفاهيم الجمال والجودة في الثقافة العربية ليست واحدة. كما زعمت أن الاستمتاع بالجمال سواء في الشعر أو الفنون البصرية كان استمتاعًا بالجمال ذاته، دون التطرق إلى المعايير الدينية أو النفسية.

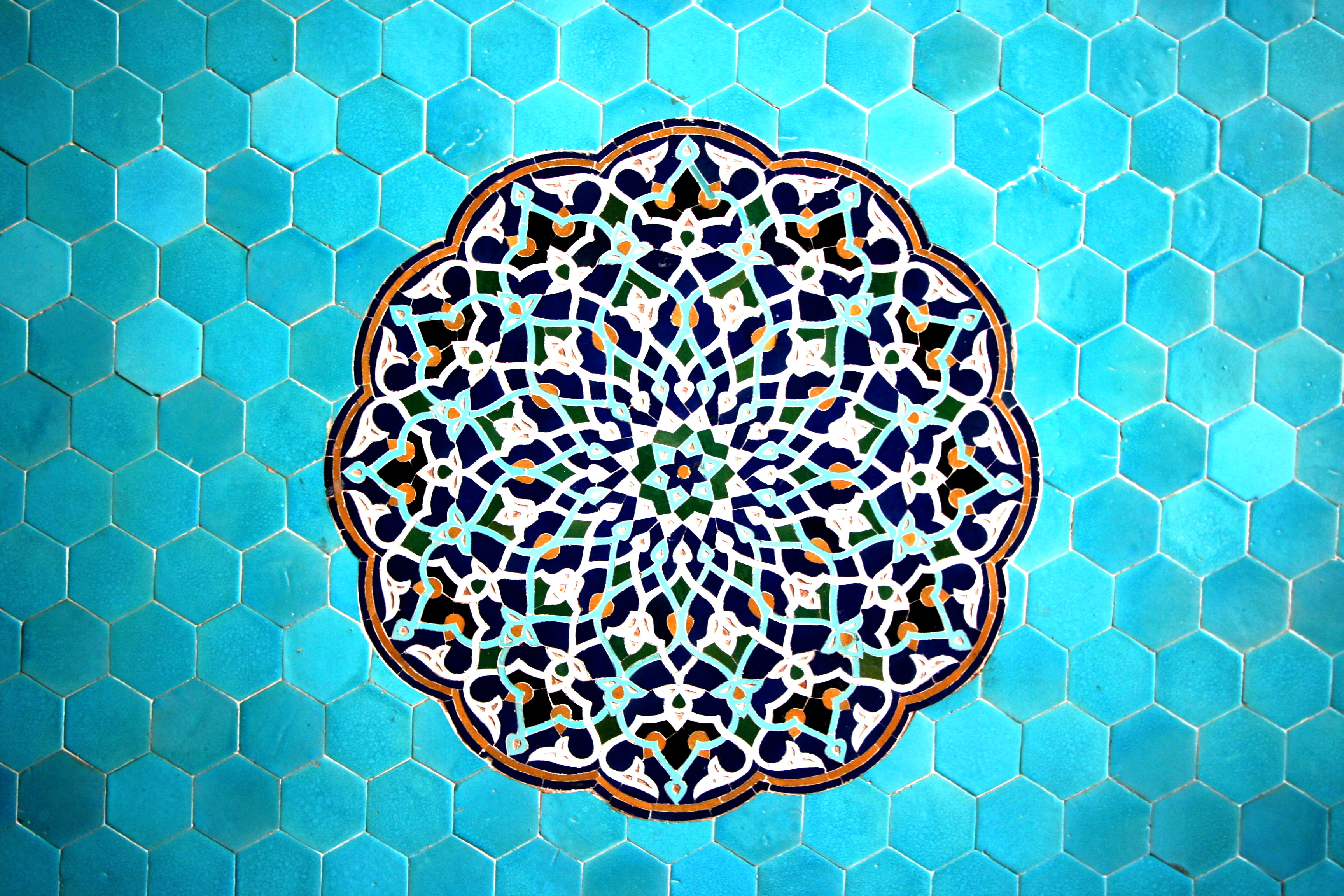
بلاط في مسجد فارسي يحتوي على زخارف هندسية وأرابيسك
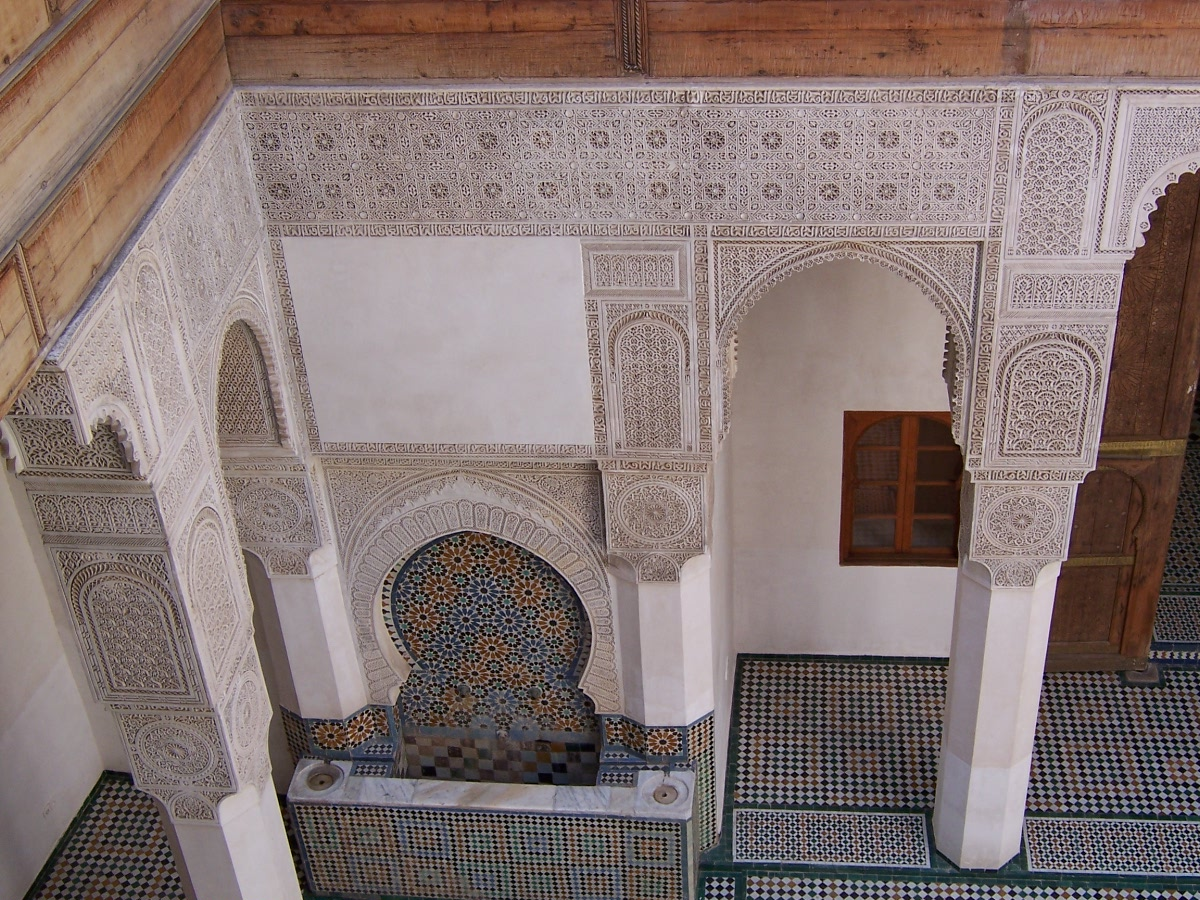
المدرسة البوعنانية في فاس احتوت على زخارف هندسية وخط عربي
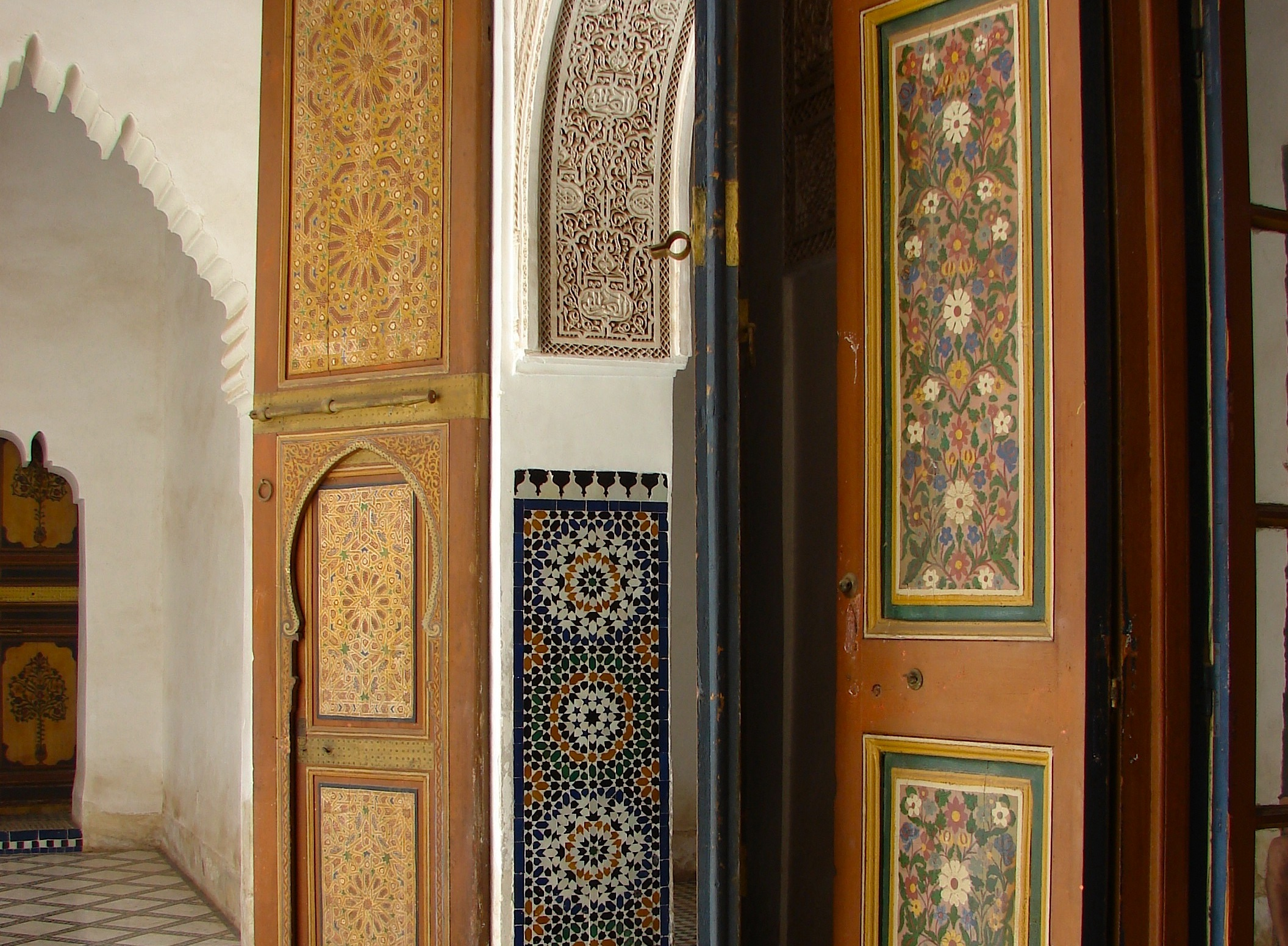
نموذج لأنماط مختلفة من الزخرفة الإسلامية في المغرب
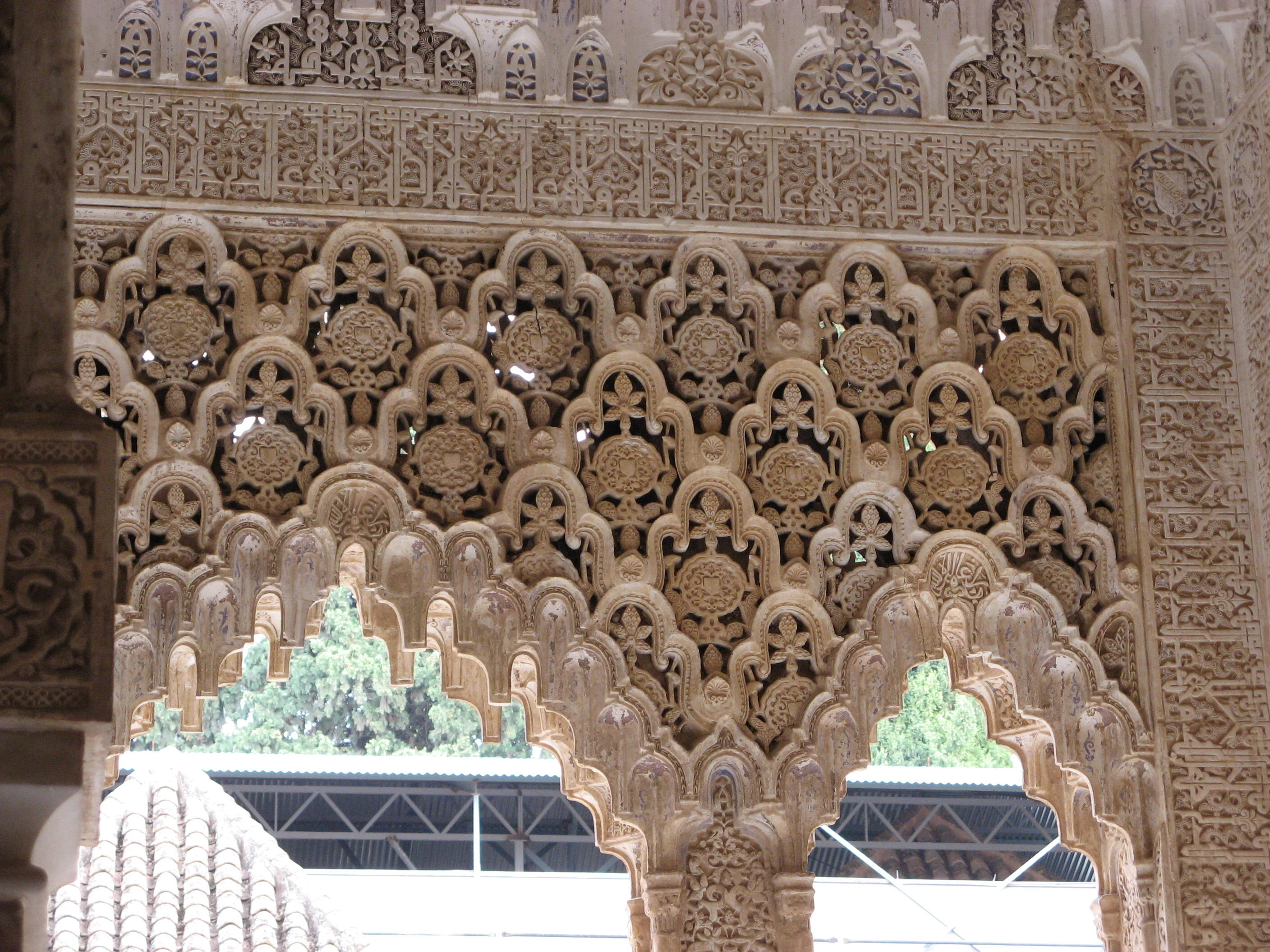
قوس في قصر الحمراء
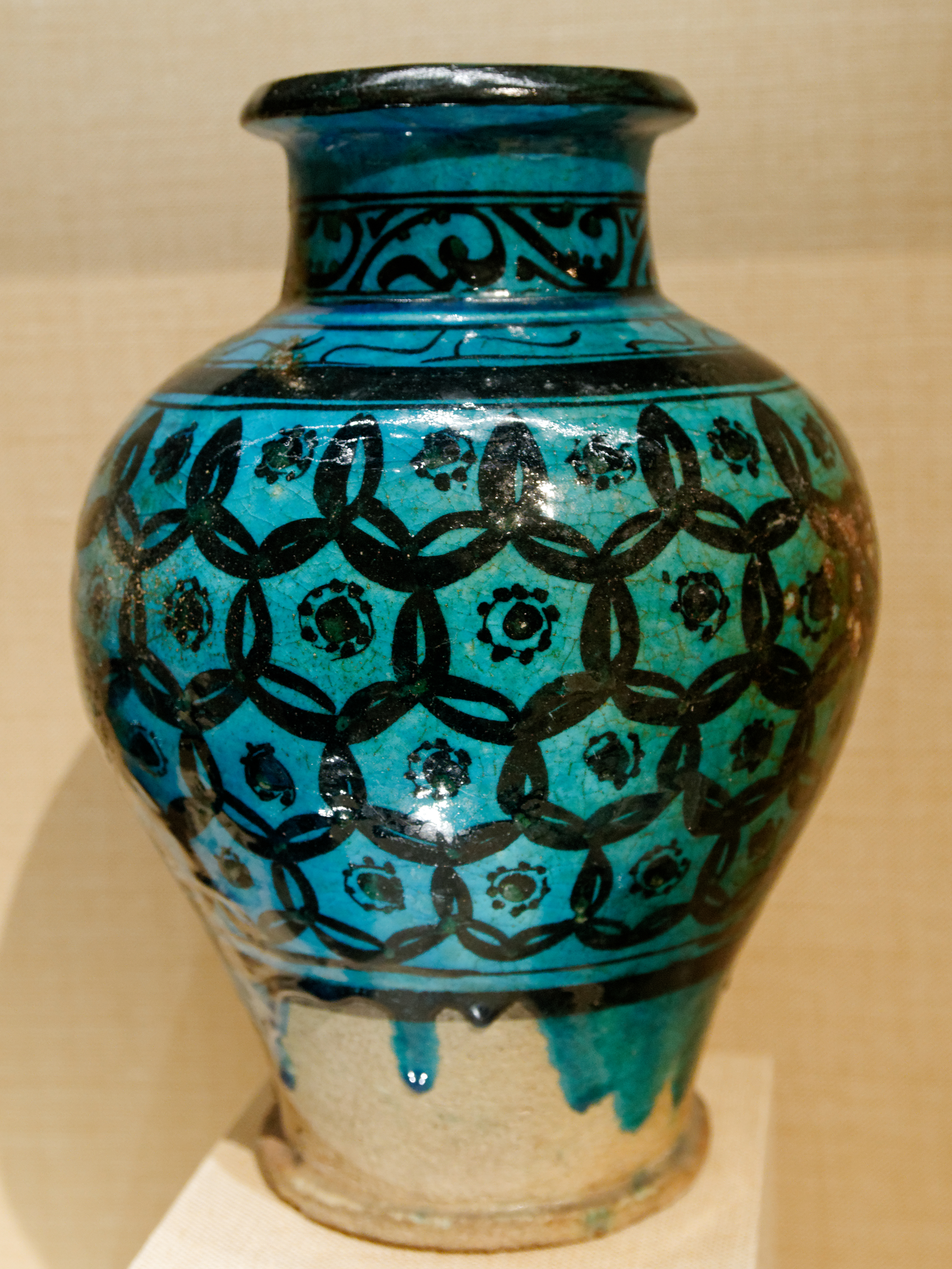
جرة أيوبية مزخرفة بدوائر هندسية
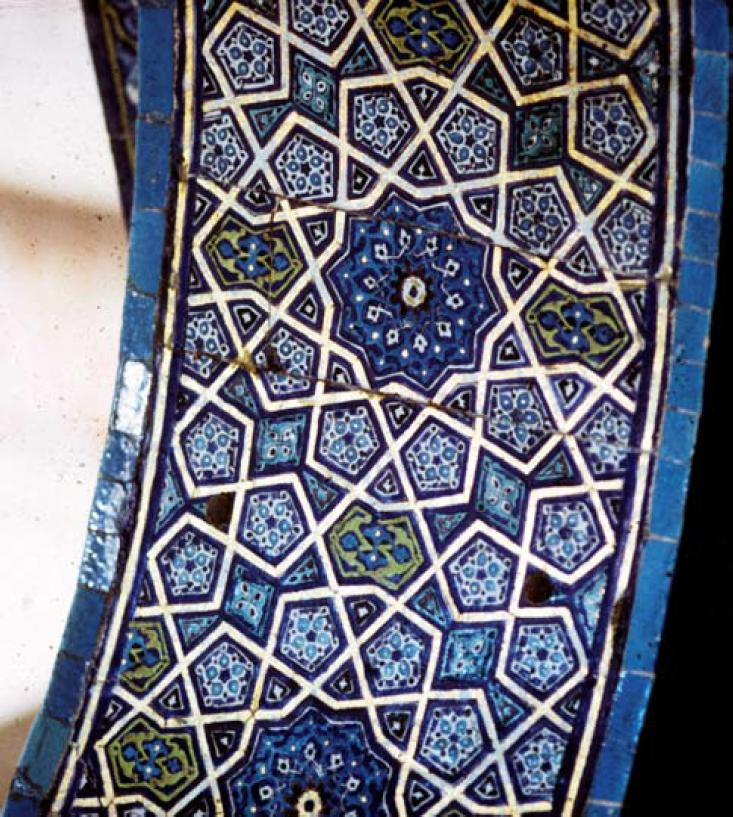
أقواس في مسجد يشه العثماني في بورصة به نجوم خماسية وعشارية
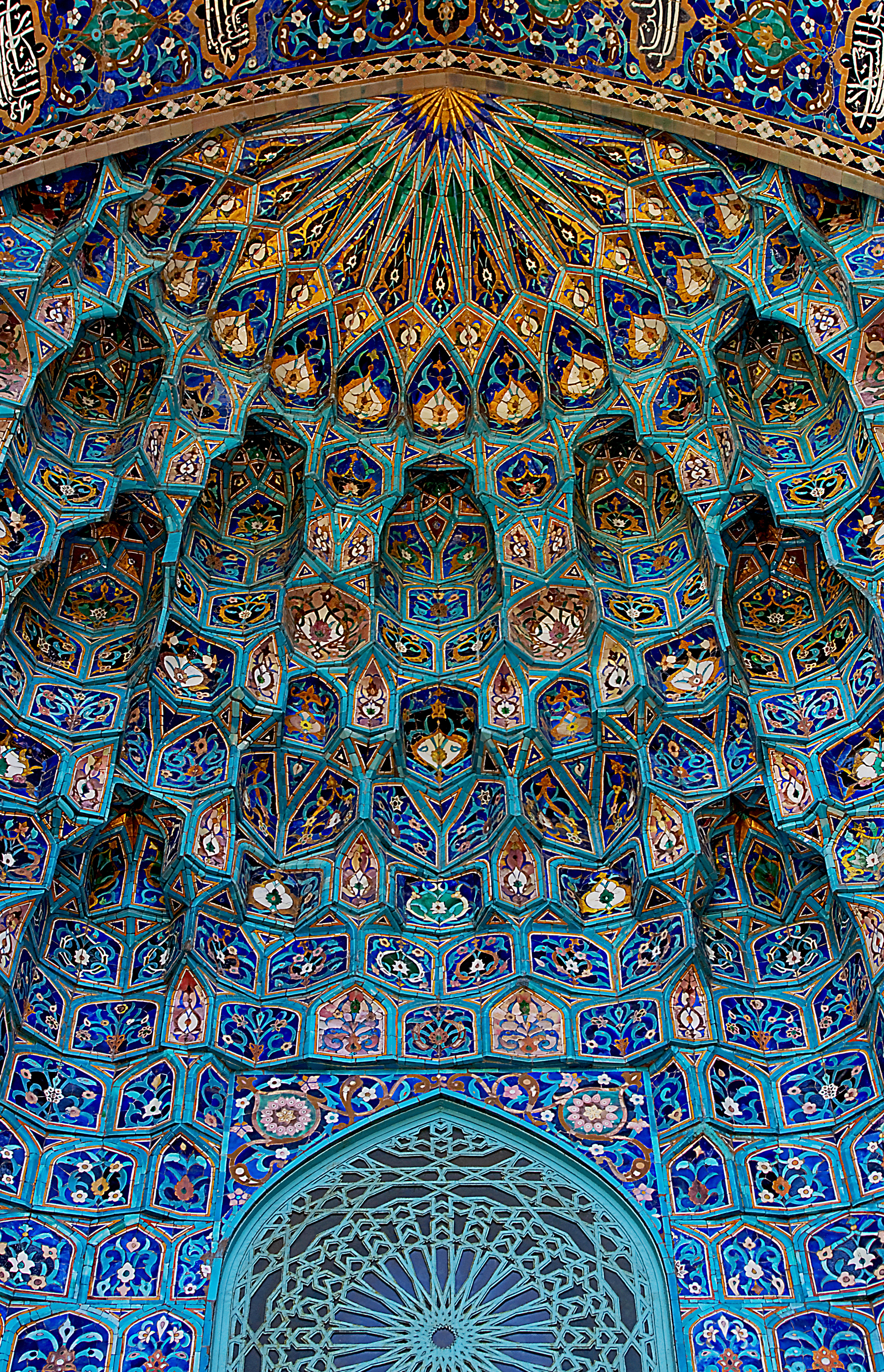
بوابة مسجد سانت بطرسبرغ المقرنصة

## تكوين الزخارف

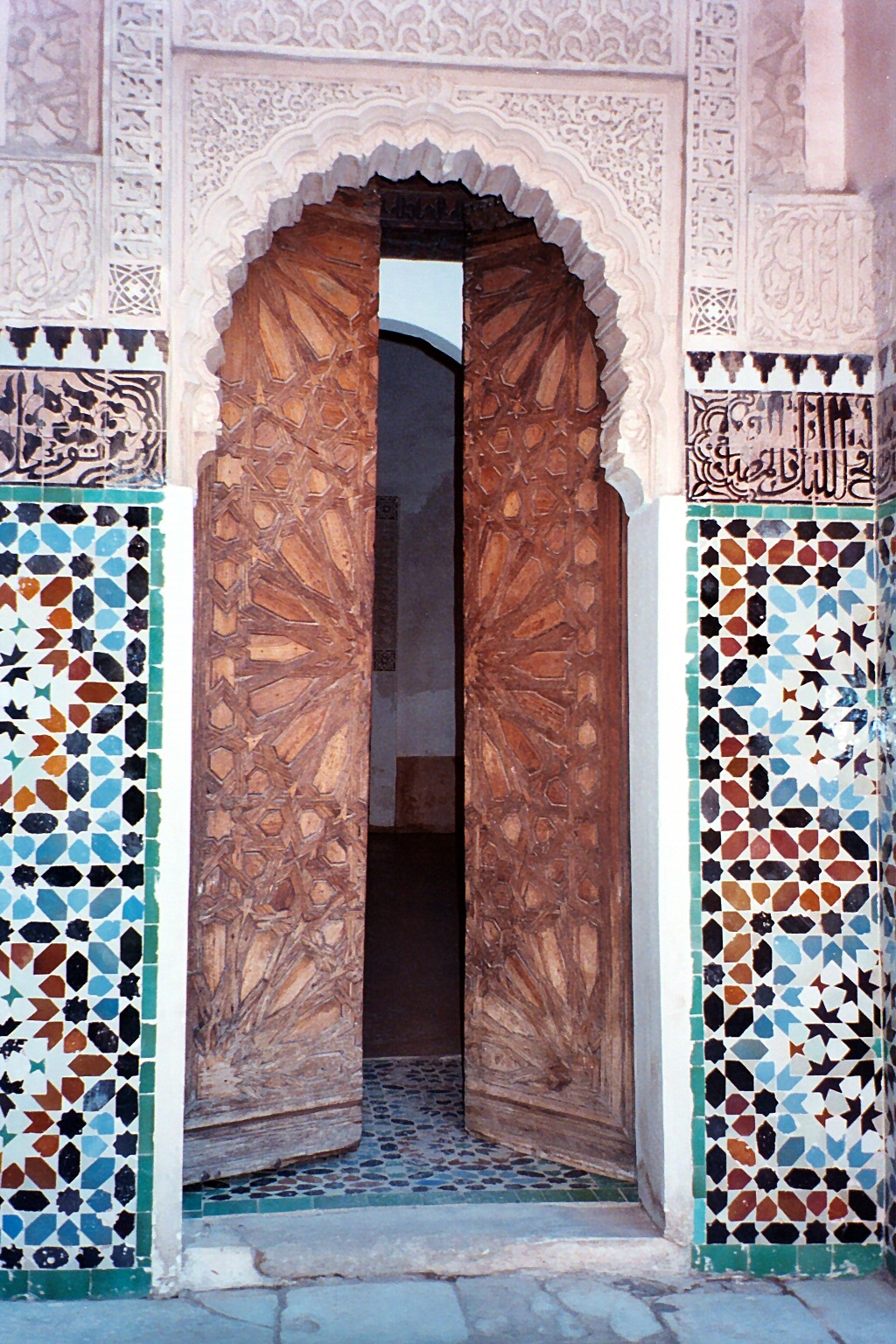
باب خشبي في مدرسة ابن يوسف في مراكش منقوش بزخارف الجيرة به نجمة سداسي عشرية. القوس محاط بزخرفة عربية، وعلى الجانبين خط عربي، وفي الأعلى قرميد زليج هندسي ملون به نجوم ثمانية.

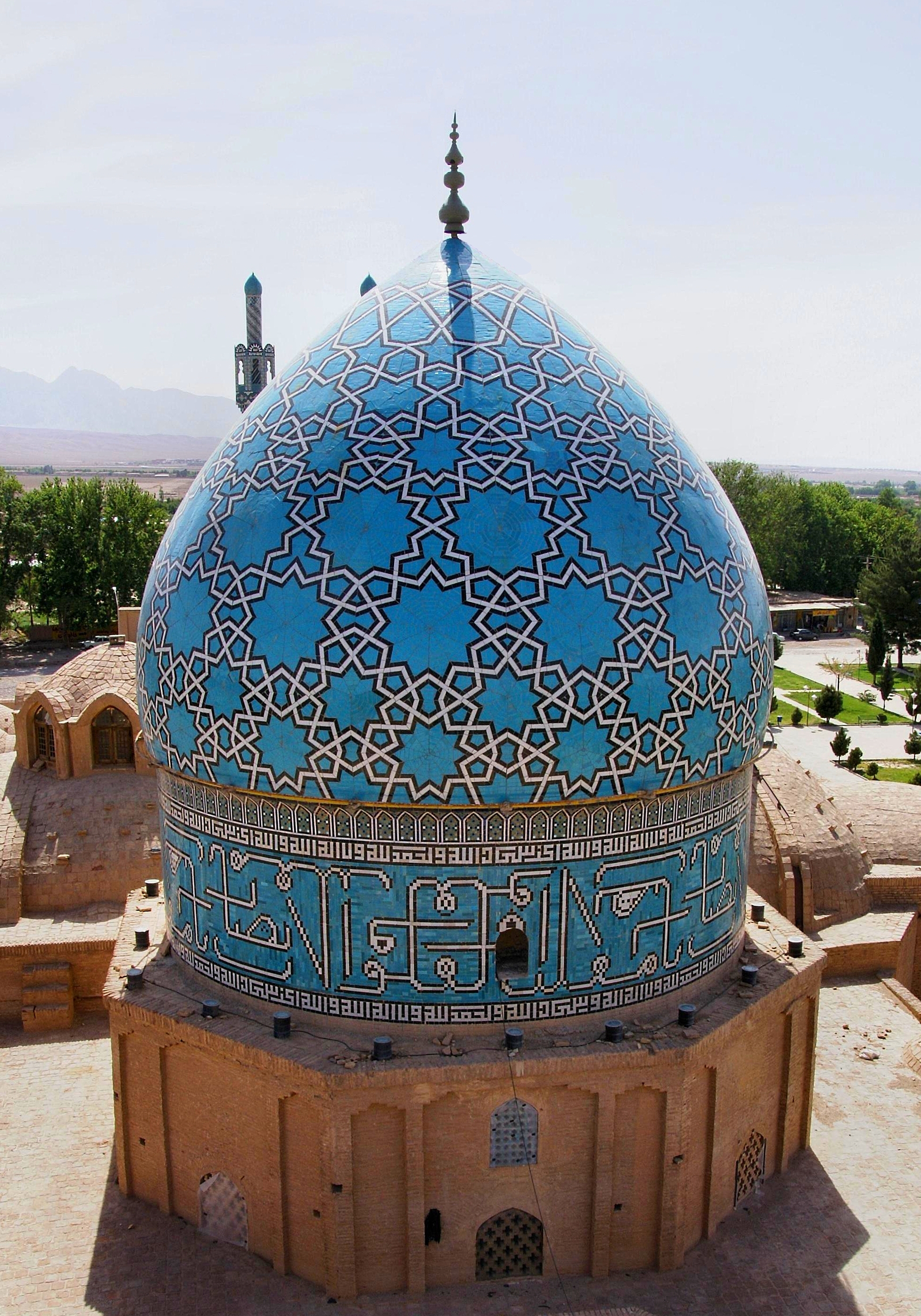
ضريح نعمة الله فالي شاه في ماهان الذي يرجع تاريخه إلى سنة 1431 م. تتكون القبة الزرقاء من جيرة قرميدية من متواليات أشكال ذات 5، 7، 9، 12، 11، 9، 10 نقاط متتابعة. وتعد النجوم ذات الأحد عشر ضلع نادرة في.

لعبت الدوائر دورًا رئيسيًا في بنية تلك الزخارف، فاستخرج المزخرفون منها باستخدام المسطرة والفرجار العديد من الأشكال الهندسية متساوية الأضلاع والزوايا كالمسدس والمثمن والمثلث والمربع والمخمس، واستطاع المزخرفون من خلال تكرار وتداخل وتشابك المربعات والدوائر بانتظام في نماذج معقدة ملأ بعض المساحات وترك بعضها فارغًا، لتكوين أشكال زخرفية مبتكرة تستوقف عين الرائي قبل انتقاله بها من جزء إلى جزء. استخدمت النجوم الثمانية كثيرًا في أعمال التبليط الإسلامية، وكانت عادة ما تصنع من مربعين، يميل أحدهما 45 درجة على الآخر. كما استخدمت مضلعات أخرى كالمُخمّسات والمثمنات. كان بالإمكان الجمع بين تلك الأشكال لتشكيل أنماط معقدة عن طريق أشكال متنوعة من التناظر كالانعكاس والتدوير. يمكن اعتبار تلك الأنماط فسيفساء هندسية يمكن أن تمتد إلى ما لا نهاية. يزعم الفنان رومان فيروستيكو أن تلك الأشكال هي في الواقع خوارزميات، مما يجعل الزخارف الهندسية الإسلامية هي سلف فن الخوارزميات الحديث. وقد أوضح عصام السيد وعائشة بارمان في كتابهما «مفاهيم هندسية في الفن الإسلامي» أن المزخرفين المسلمين استخدموا نظامًا قُسّمت فيه الشبكات الهندسية إلى وحدات متماثلة تتكرر في اطراد منتظم. ويتم ذلك بتقسيم المساحة إلى مربعات أو مسدسات متشابهة في الحجم، يرسم داخل كل وحدة شكل هندسي يؤخذ على أنه أساس الشبكة التي سيبنى عليها مخطط تلك الوحدة. وترتبط كل وحدة من كل الجهات مع وحدات أخرى متماثلة لتؤلف الشكل الإجمالي لتلك المساحة. فساعدت تلك الطريقة في عملية تكبير وتصغير المخططات الزخرفية بسهولة على أساس العلاقة النسبية بين الأشكال الهندسية.
على سبيل المثال، احتوت زخارف المسجد الجامع في يزد في إيران على دائرة رئيسية، تقسمها ست دوائر تمر بمركزها إلى ستة أجزاء، كما تمر كل دائرة بمركز الدائرتين المجاورتين لتُكوّن شكل سداسي. وبالتالي، تكونت نجوم سداسية محاطة بمسدسات أصغر غير منتظمة، ويشكل التصميم بأكمله زخارف نجمية فسيفسائية. اتخذ مركز أبحاث محمد علي تصميمًا مماثلاً لشعاره. وصف إرنست هانبوري هانكين أحد أوائل الدارسين للزخارف الإسلامية الأرابيسك الهندسي بأنه زخارف تكونت باستخدام خطوط أساسية نتجت عن تماس مضلعات. لاحظ هانكين أن الدمج بين المضلعات المختلفة يمكن استخدامه طالما أن المساحات المتبقية بين المضلعات متناظرة. على سبيل المثال، عند اتصال شبكة من المثمنات ستتكون مربعات في المساحات بين المثمنات.
احتوت مخطوطة طوب قابي التي تعود إلى فترة حكم الأسرة التيمورية في إيران على 114 تصميم زخرفي منها ما هو ملون لبلاط جيرة أو لمقرنصات أو لأنصاف قباب. دُرست الخصائص الهندسية للزخارف الجصية والقرميدية في قصر الحمراء في غرناطة بكثافة، وزعم بعض الكتاب على أُسس مشكوك فيها أنهم وجدوا فيه معظم أو كل النماذج السبعة عشر المتداولة الآن في أوراق الحائط.

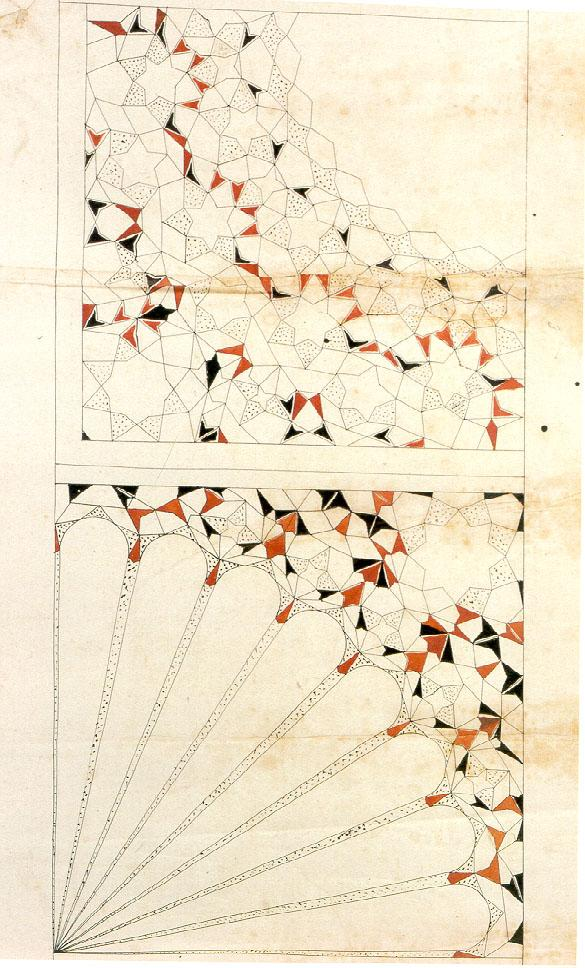
تصاميم ثنائية الأبعاد في مخطوطة طوب قابي لربعي قبة مقرنصين – على شكل صدفة (في الأعلى)، وكمروحة (في الأسفل).
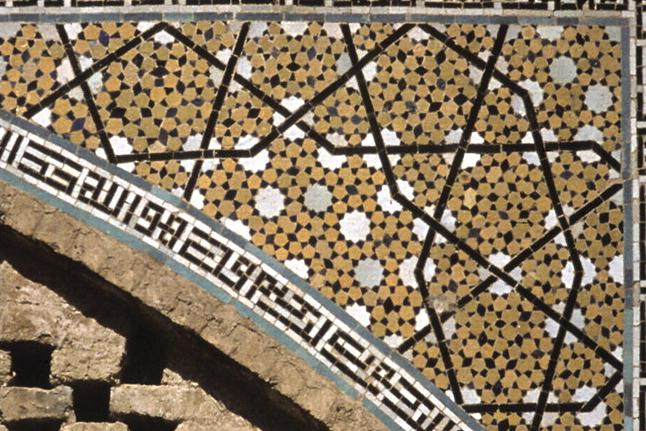
بلاط جيرة عشاري مزخرف في ضريح إمام الدرب.
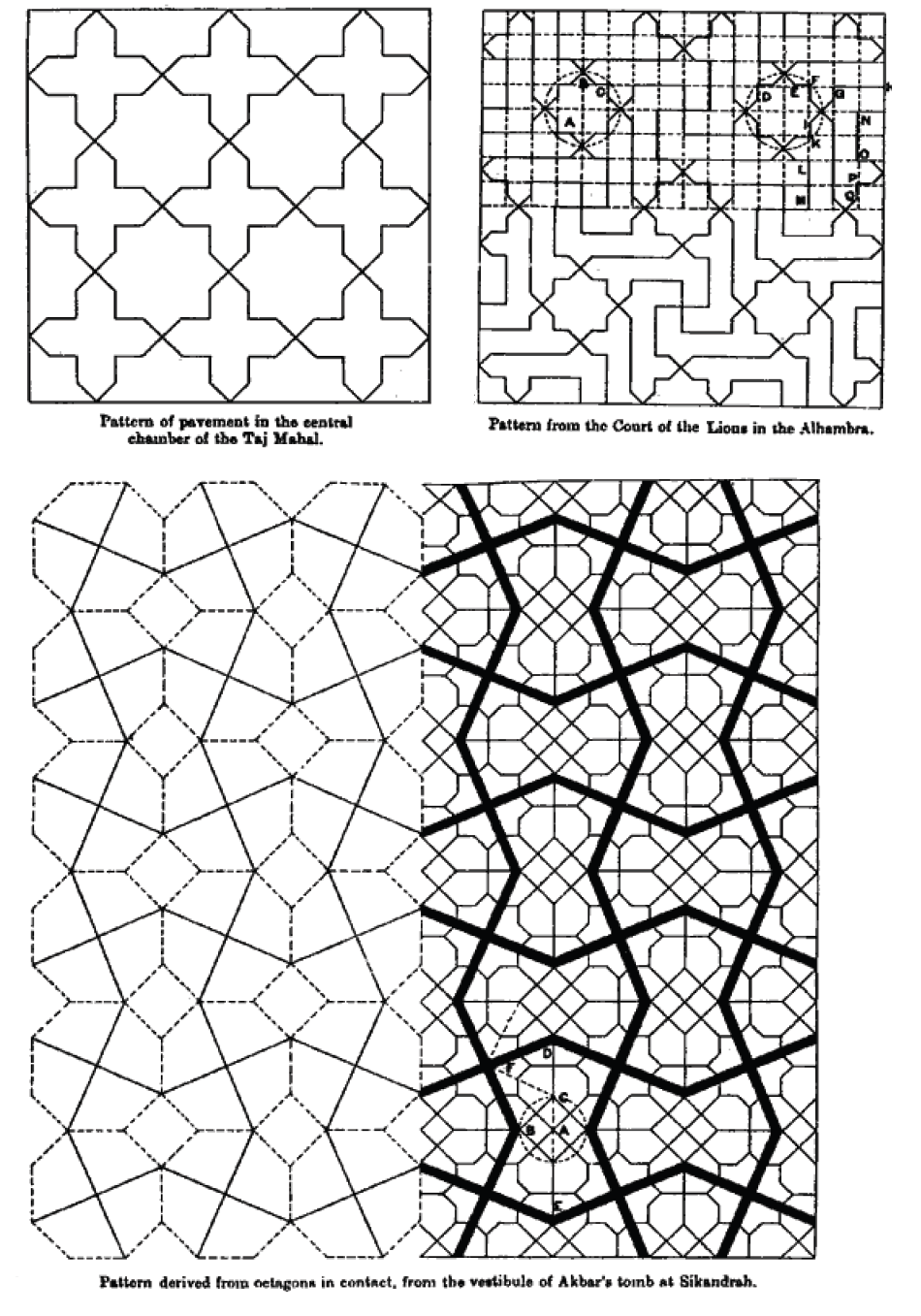
زخارف مثمنة الشكل في العمارة المغولية.
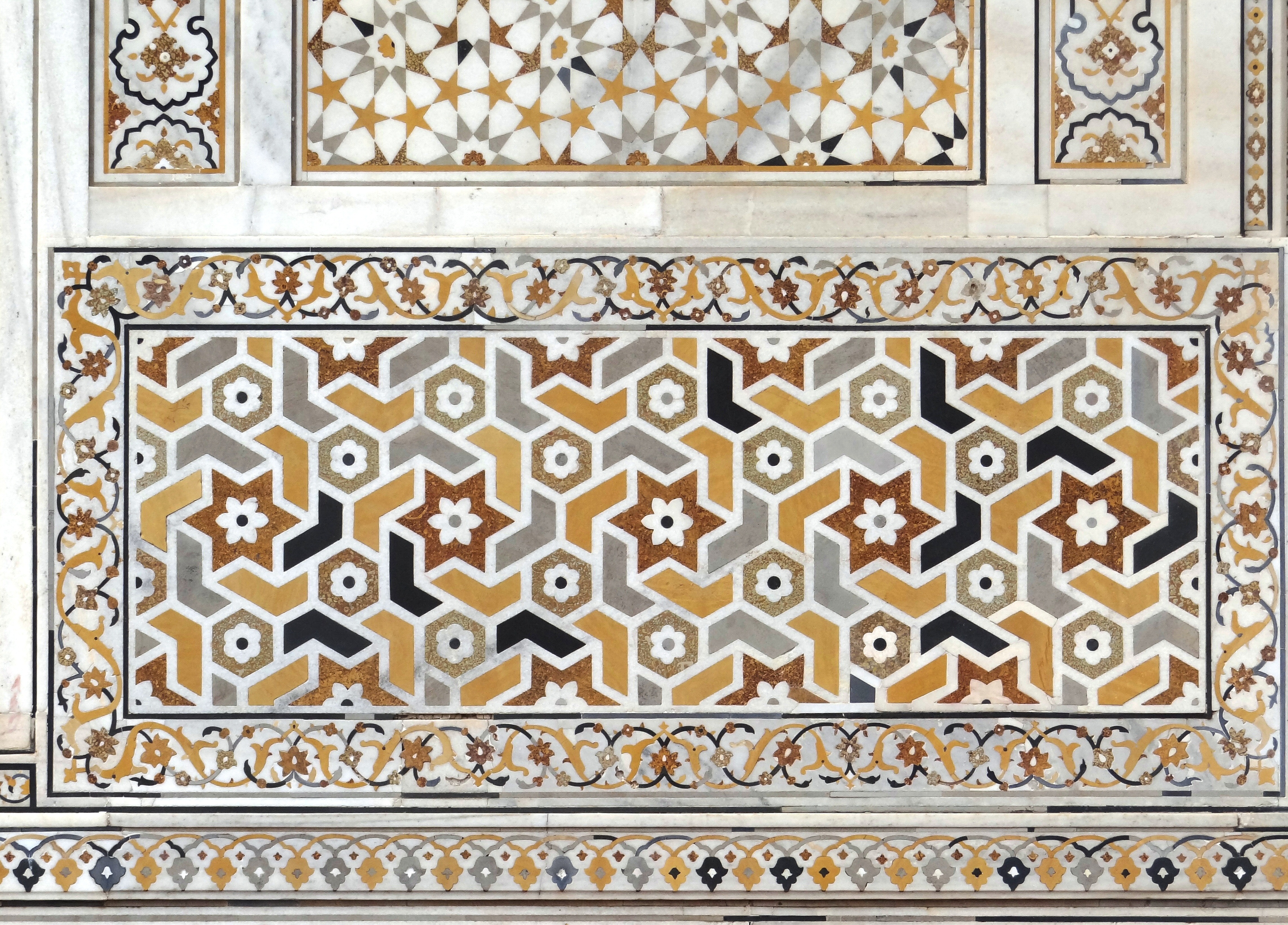
قبر اعتماد الدولة في أغرة، حيث يظهر التوظيف الصحيح للجوانب والأركان حيث يظهر ربع نجمة سداسية في كل ركن، ونصفها عند كل جانب.
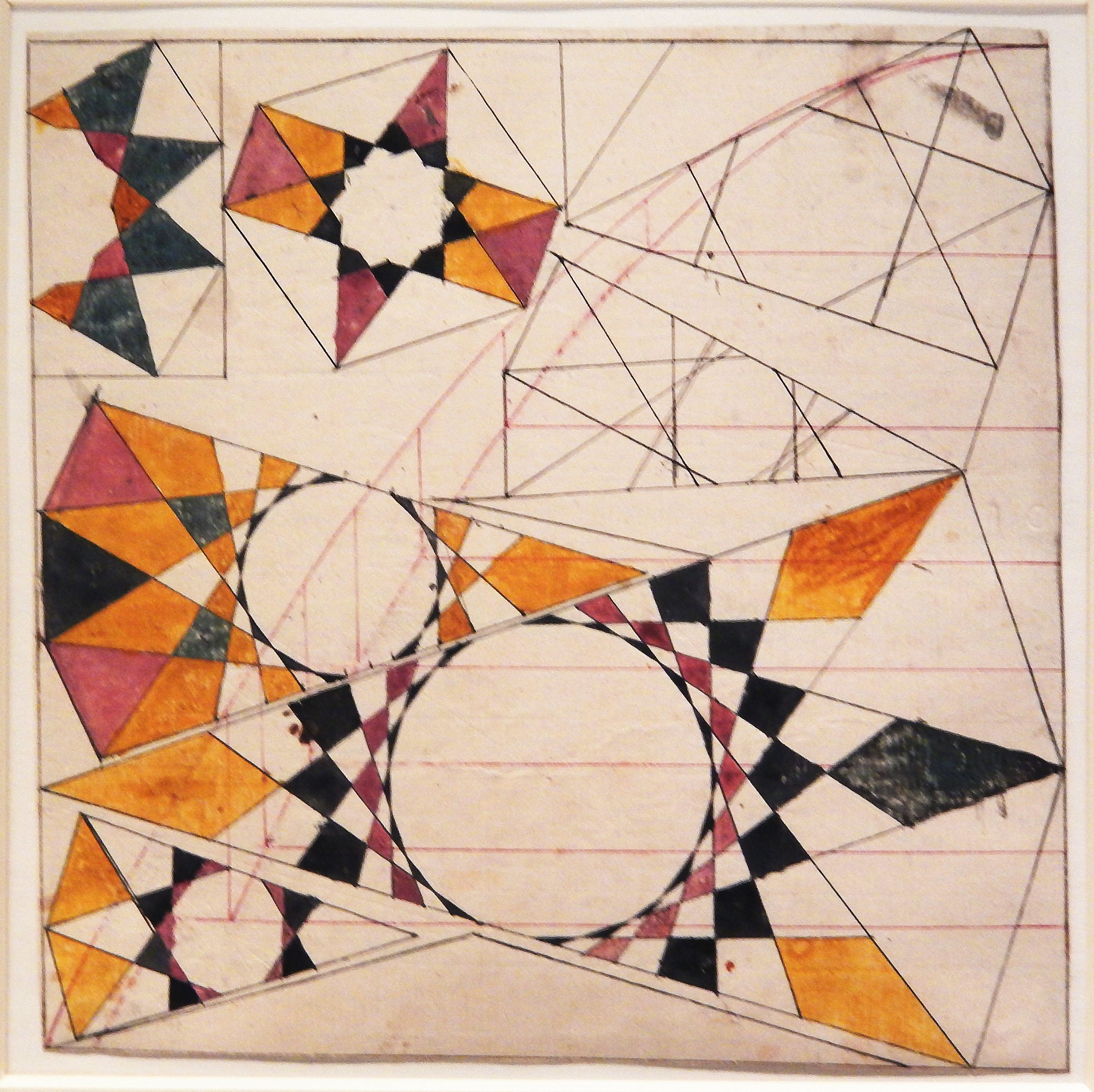
رسوم معمارية لأسقف معقودة في طهران من القرن التاسع عشر الميلادي.

## التطور

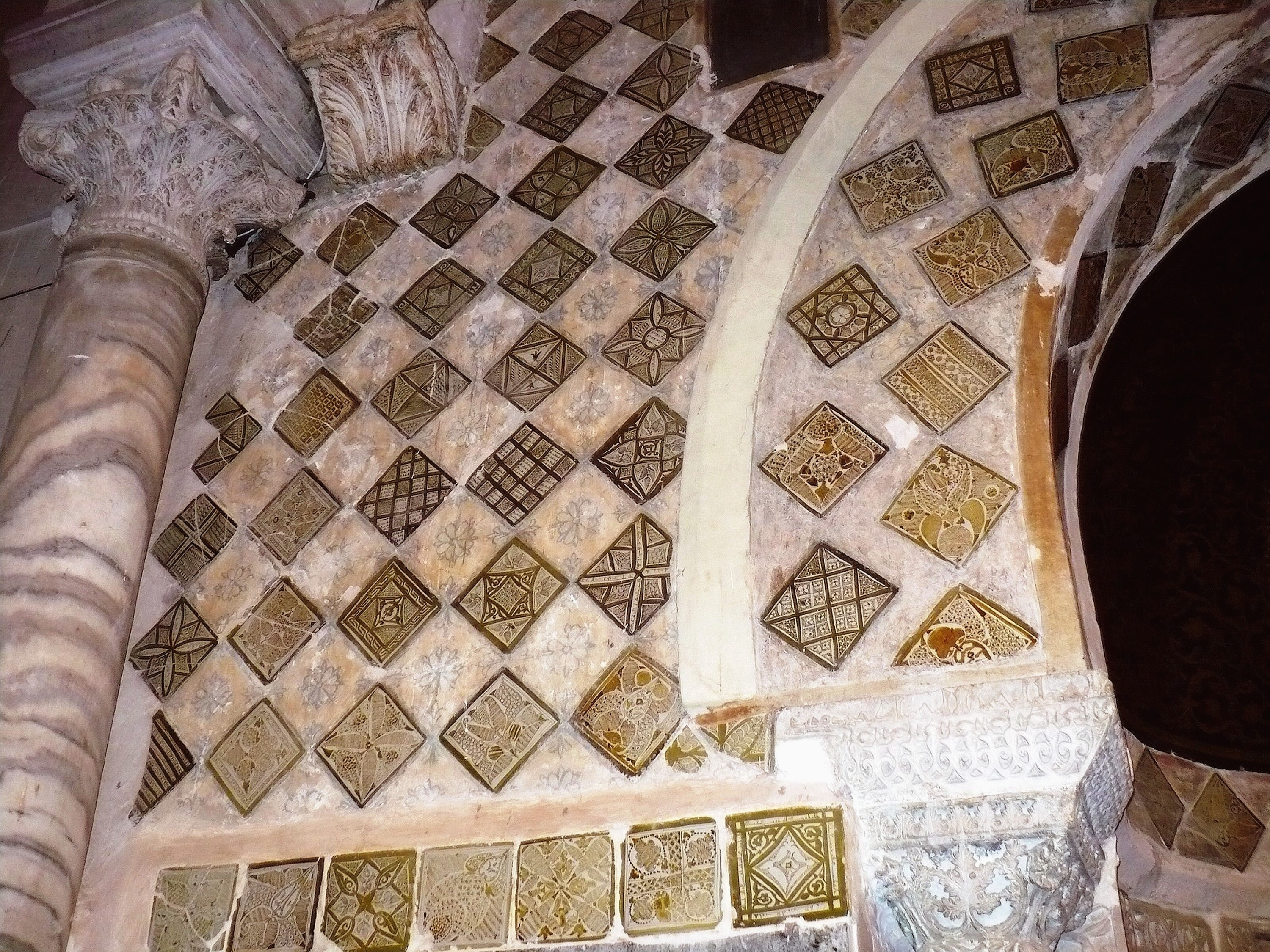
زخارف هندسية بسيطة في جامع عقبة بن نافع، تونس.

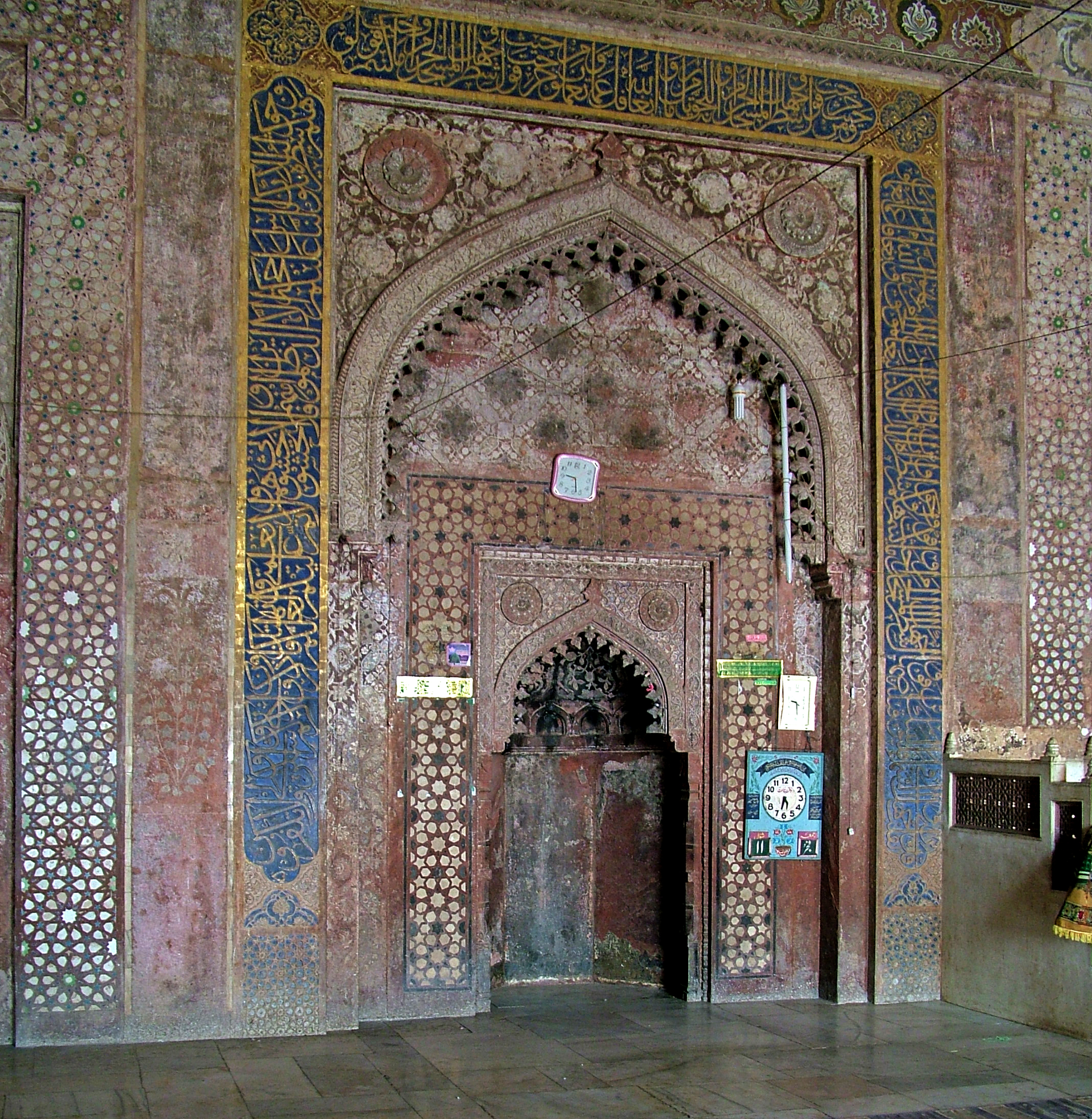
زخارف هندسية ونباتية وخط عربي حول محراب المسجد الجامع في فاتحبور سيكري ترجع إلى القرن السادس عشر الميلادي.

تعد أقدم الأشكال الهندسية في الفن الإسلامي تلك الأشكال الثمانية والمعينات التي بداخلها مربعات في جامع عقبة بن نافع في تونس، التي ترجع إلى سنة 221 هـ/836 م، ومنذ ذلك الحين انتشرت في جميع أنحاء العالم الإسلامي. بدأت المرحلة التالية من تطوير الزخارف الهندسية الإسلامية بانتشار النجوم السداسية والثمانية بعد ظهورها في سنة 265 هـ/879 م في جامع أحمد بن طولون في القاهرة، فاستخدمت على نطاق واسع في العالم الإسلامي، وظهرت في أبراج خراقان في بلاد فارس 459 هـ/1067 م، وفي مسجد الجيوشي في مصر سنة 477 هـ/1085 م. وفي سنة 478 هـ/1086 م، ظهرت زخارف الجيرة السباعية والعشارية في المسجد الجامع في أصفهان، وانتشرت بعد ذلك الجيرة العشارية في العالم الإسلامي ما عدا الأندلس. ثم ظهرت الجيرة ذات التسع والأحد عشر والثلاث عشر ضلع في أصفهان أيضًا سنة 490 هـ/1098 م؛ ولكنها لم تستخدم خارج بلاد فارس وآسيا الوسطى إلا نادرًا. وفي سنة 617 هـ/1220 م، ظهرت الزخارف ذات الثمان والإثنا عشر ضلع في مسجد علاء الدين في قونية، كما استخدمت في القصور العباسية في بغداد بعد ذلك بعشر سنوات، وانتشرت بعد ذلك. ثم ظهرت الزخارف ذات الست عشرة ضلع في مسجد حسن صدقة بالقاهرة في سنة 715 هـ/1321 م، وفي مسجد السلطان حسن سنة 764 هـ/1363 م، وفي قصر الحمراء في الأندلس في القرن الثامن الهجري. وأخيرًا، ظهرت الزخارف ذات الأربعة عشر ضلع في المسجد الجامع في فاتحبور سيكري في الهند في نهاية القرن السادس عشر الميلادي.

## صور الزخارف الهندسية الإسلامية

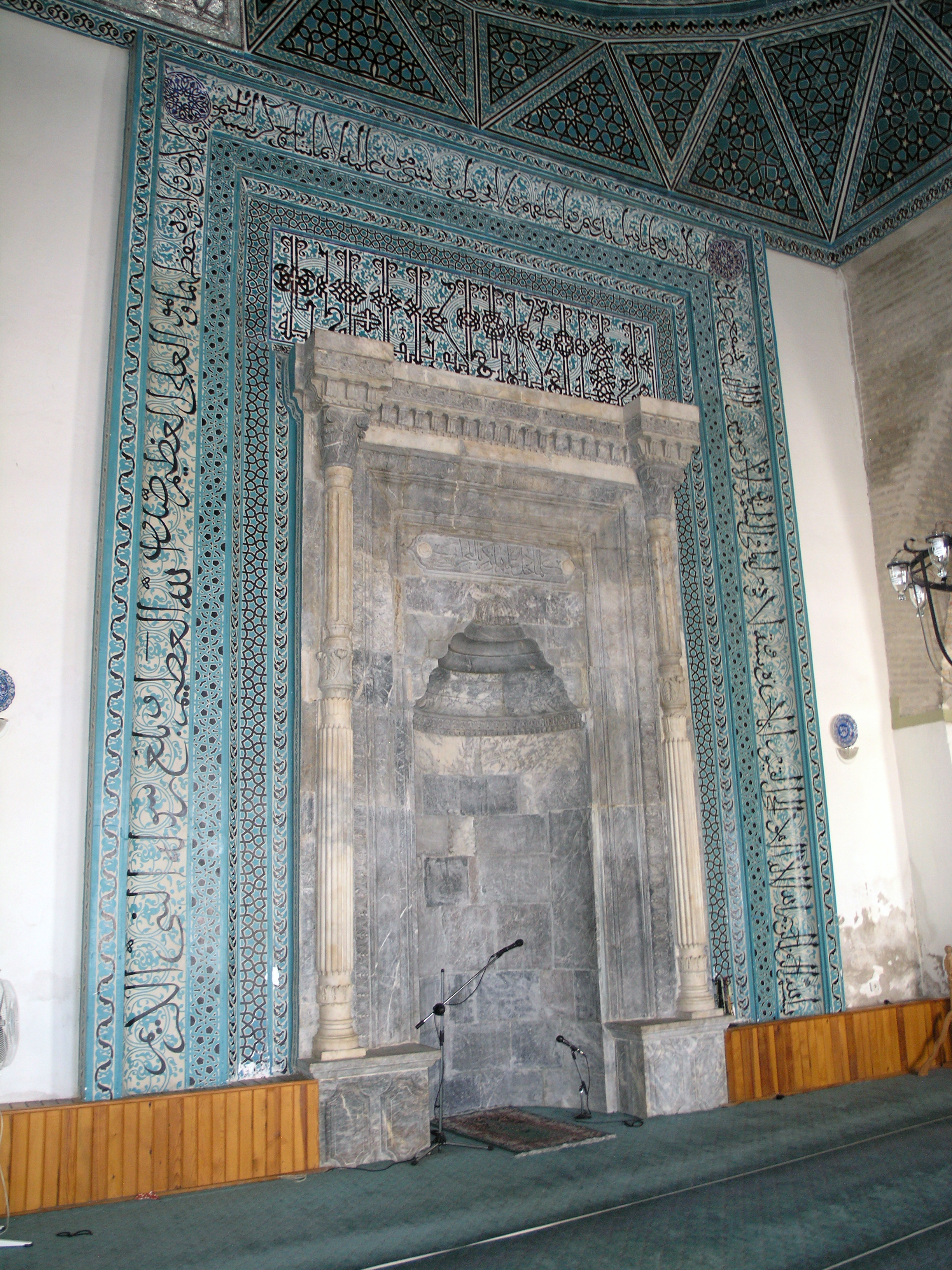
زخارف هندسية حول محراب مسجد علاء الدين في قونية بتركيا ترجع إلى سنة 1220 م تقريبًا.

استخدم المسلمون الزخارف الهندسية في العديد من أنواع الفنون المختلفة، مثل الخزف وأعمال تبليط الجيرة ونوافذ الجالي المثقبة والكليم والجلود والأعمال المعدنية والأسقف المعقودة المقرنصة والزجاج الملون والأعمال الخشبية وتبليط الزليج.

### الخزف
يتواجد الخزف عادة في أشكال دائرية، كالأوعية أو الأطباق التي يمكن تزيينها من الداخل أو الخارج، بأشكال رمزية كأوراق الأشجار أو ورقات الزهور. بدأ استخدام هذا النوع من الزخارف الهندسية على الخزف منذ عصر الدولة الأيوبية. استخدمت رسوم الزهور المتماثلة ذات الست ورقات كتصاميم هندسية بسيطة جمعت بين البساطة الهندسية والزخارف الطبيعية باستخدام الألوان الزاهية. وكان الخزافون عادةً ما يختارون أنماط تتناسب مع شكل الوعاء الذي يصنعونه. فمثلاً، زُينت قوارير المياة الخزفية غير المطلية الحلبية بحلقة مجدولة مصبوبة نقوش عربية تحيط بزهرة صغيرة ذات ثمان ورقات في المركز.

### تبليط الجيرة والأعمال الخشبية
تعد الجيرة أحد أشكال التشابك المتقنة، وأنواع أشكالها خمسة. استخدم هذا الأسلوب من الزخارف في العمارة الفارسية، وكذلك في الأعمال الزخرفية الخشبية. كانت الجيرة تصنع في عدة أشكال كقطع الطوب والجص والفسيفساء. أما الأعمال الخشبية خاصة في العهد الصفوي، فكانت في صورة أُطُر شبكية عادية أو مطعّمة بالزجاج الملون؛ أو كقطع فسيفسائية لتزيين الجدران والأسقف، سواء في الأماكن الدينية أو المدنية. في العمارة، استخدمت الجيرة لتزيين الأسطح بأشكاله المتداخلة منذ القرن الخامس عشر الميلادي وحتى القرن العشرين الميلادي. اعتمدت معظم تصميمات الجيرة على شبكات هندسية مخفية جزئيًا، والتي توفر مصفوفة منتظمة من النقاط لصناعة الزخارف ذات شبكات متعددة الأوجه، متخذة أشكال نجوم ذات ست وثمان وعشر وإثني عشر رأس، ومجموعات متنوعة من المضلعات المحدبة، مترابطة بأشرطة مرسومة فوق وتحت بعضها البعض، لدون تمازج بين الزخارف وبلاط الخلفية.

### الجالي

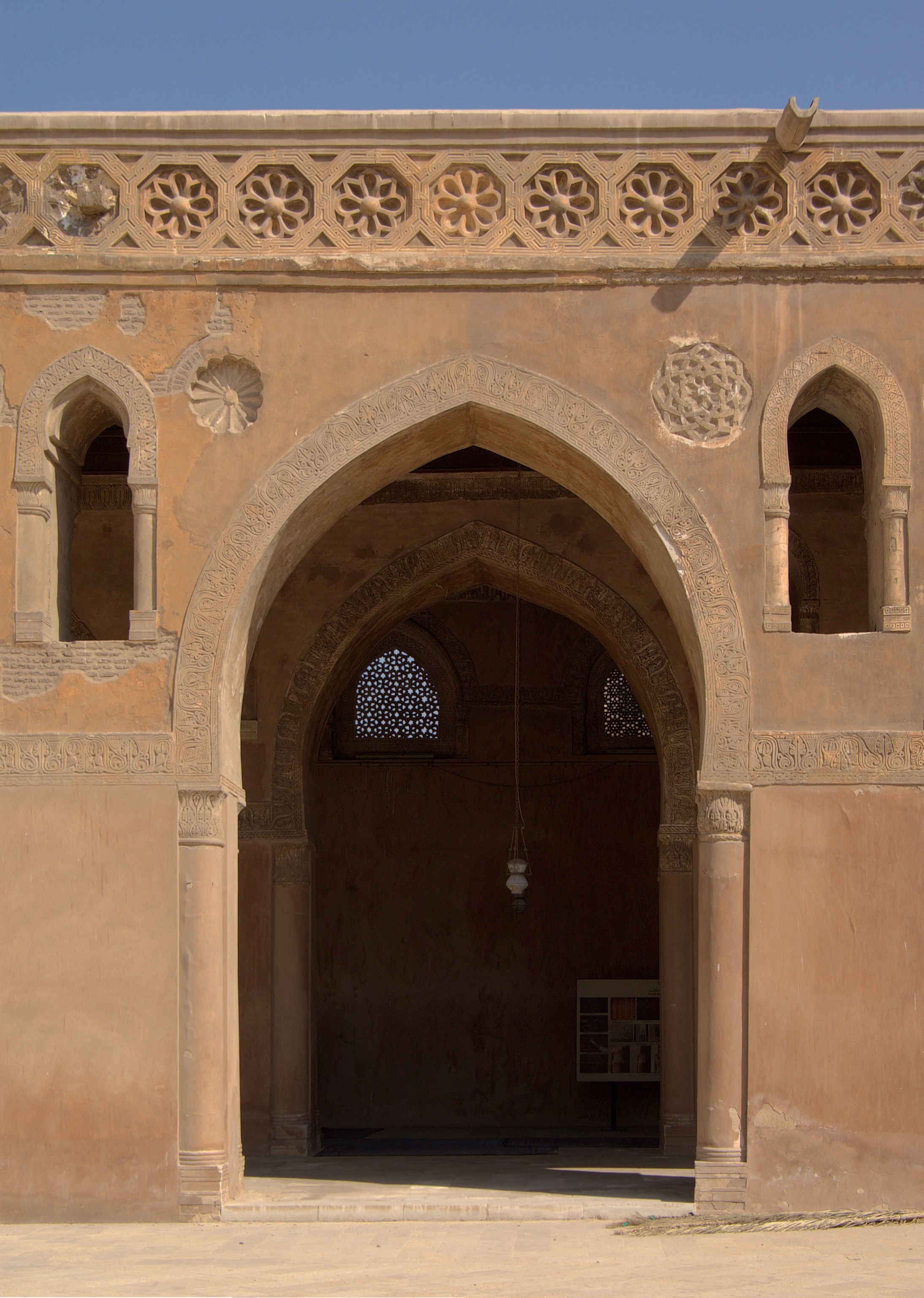
نافذة في جامع أحمد بن طولون تستخدم نموذج جيرة النجوم العشرية (النادرة)، مع حليات نباتية في الواجهة.

الجالي هو تثقيب للنوافذ الحجرية بزخارف منتظمة. كان الجالي من خصائص العمارة الهندية الإسلامية، من أمثلته المباني المغولية في فاتحبور سيكري وفي تاج محل. دمجت التصميمات الهندسية بين المضلعات كالمثمنات والمخمسات مع أشكال أخرى مثل النجوم الخماسية والثمانية. كانت تلك الزخارف متماثلة، ومتكررة بلا نهاية. استخدمت الجالي كنوافذ أو فواصل في الغرف لتوفير الخصوصية، مع السماح للهواء والضوء بالنفاذ. كان الجالي عنصرًا سائدًا في العمارة الهندية. قل استخدام الجدران المثقبة وفق معايير البناء الحديثة والحاجة إلى الخصوصية. حديثًا، استخدم المعماري لوري بيكر جدران جالي بسيطة، من الطين أو القوالب الأسمنتية. استخدمت النوافذ المثقبة في أماكن أخرى من العالم الإسلامي كجامع أحمد بن طولون في القاهرة.

### الكليم

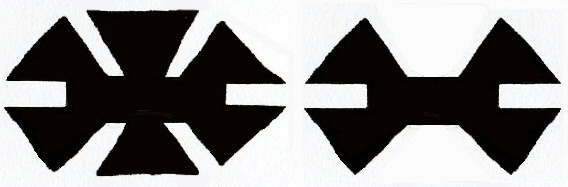
زخارف فم الذئب، نسجتها قبائل على الكليم لحماية قطعانها من الذئاب.

الكليم هو سجاد إسلامي منسوج، إما للاستخدام المنزلي أو كسجادة صلاة. كانت زخارفه تصنع عن طريق غزل الخيوط وفتلها حتى تصل إلى حد معين للون المراد صنعه. ينتج عن تلك التقنية شقوق رأسية، لذا يطلق عليه أحيانًا النسيج المشقوق. يزدان الكليم أحيانًا بزخارف هندسية متماثلة في جهتين أو أربع جهات. ونظرًا لاستخدام النسيج لخطوط رأسية وأفقية، فيصعب عمل الانحناءات، بالتالي فالزخارف عامة تكون ذات حواف مستقيمة. امتازت مناطق معينة بزخارف الكليم، التي عادةً ما كانت رمزية. على سبيل المثال، كانت زخارف فم الذئب أو قدم الذئب تعبيرًا عن الرغبة في حماية قطعان القبيلة من الذئب الرمادي.

### الجلود
استخدمت الزخارف الهندسية الإسلامية لتزيين الجلود التي كانت تغلّف الكتب بداية بالقرآن الكريم حيث مزجت الزخارف مع الخط الكوفي في هيئة هندسية تجديلية.

### الأعمال المعدنية
تشترك التحف المعدنية في نفس التصاميم الهندسية التي تم استخدامها في أشكال أخرى من الفن الإسلامي. ومع ذلك، يرى هاملتون جب أن هيئته تختلف، فالزخارف الهندسية تستخدم عادةً في الأطراف، وأما إذا استخدمت لتزيين القلب فغالبًا ما تستخدم تمتزج مع زخارف أخرى كالزخارف النباتية أو الأرابيسك أو الزخارف الحيوانية أو الخط العربي. استخدمت التصاميم الهندسية في الأعمال المعدنية الإسلامية أحيانًا كشبكة تُبنى عليها الزخارف الأخرى، وأحيانًا كانت تستخدم كزخارف في الخلفية. ورغم عدم استخدام الزخارف الهندسية في الأطباق والصحون المعدنية، إلا أن تصاميمها كما في الأرابيسك، غالبًا ما كانت تقسّمها أو ترتّبها في صورة مثمنات متحدة المركز مركزها مركز الجسم. استخدمت في الزخارف المعدنية التصميمات المغلقة والمفتوحة أو المتكررة على حد سواء. كما كانت زخارف النجوم السداسية المتداخلة ذات شعبية منذ القرن السادس الهجري. ترى إيفا بائير أنه رغم بساطة التصميم في أساسه، إلا أن فناني الأعمال المعدنية وضعوا زخارف معقدة تتشابك مع الأرابيسك، تتوزع في بعض الأحيان حول الزخارف الإسلامية الأساسية، مثل الزخارف السداسية الناتجة عن تداخل ست دوائر.

### المقرنص
المقرنصات هي منحوتات متقنة تستخدم في صورة أنصاف قباب لتزيين الأسقف، وغالبًا ما تستخدم في المساجد. كانت عادةً ما تصنع من الجص، كما يمكن صناعتها من الخشب والطوب والحجارة، وكانت من سمات المميزة لفن العمارة الإسلامية في الأندلس والمغرب في الغرب، وبلاد فارس في الشرق. معماريًا، كانت المقرنصات تُصنع في هيئة طبقات متعددة من الحنيات المقرنصة المتقنة التي تتضاءل كلما ارتفعنا لأعلى.

### الزجاج الملون
استخدمت زخارف الزجاج المعشق هندسيًا في العديد من أشكال العمارة الإسلامية. بقيت تلك الزخارف إلى الآن في قصر خانات شكي في أذربيجان الذي بُني سنة 1797 م، حيث تظهر في نوافذ «الشبكة» ذات النجوم السداسية والثمانية والإثنا عشرية. تعد تلك النوافذ المزخرفة من السمات المعمارية المُميزة لذلك القصر. ولا يزال هذا الطراز الزخرفي مستخدمًا إلى اليوم. كما لا تزال الزجاج الملون ذو الإطار الخشبي يُصنّع في إيران أيضًا. كذلك تواجدت النوافذ الزجاجية المزخرفة بزخارف تشبه الجيرة في تركيا وبعض البلدان العربية. على سبيل المثال، عُرضت نافذة زجاجية من هذا الطراز مصنوعة في تونس في المعرض الدولي الاستعماري في أمستردام في سنة 1883 م. كما تواجد الزجاج الملون في المباني الطويلة في المدينة القديمة في صنعاء.

### الزليج
الزلّيج هو بلاط طيني مزجّج، يستخدم لعمل زخارف فسيفسائية ملونة منتظمة وشبه المنتظمة. يعد الزليج من السمات المميزة لفن العمارة المغربي، كما تواجد هذا الفن بين الموريسكيين. ويستخدم الزليج لتزيين المساجد والمباني العامة ومنازل الطبقات الغنية.

### صور توضيحية

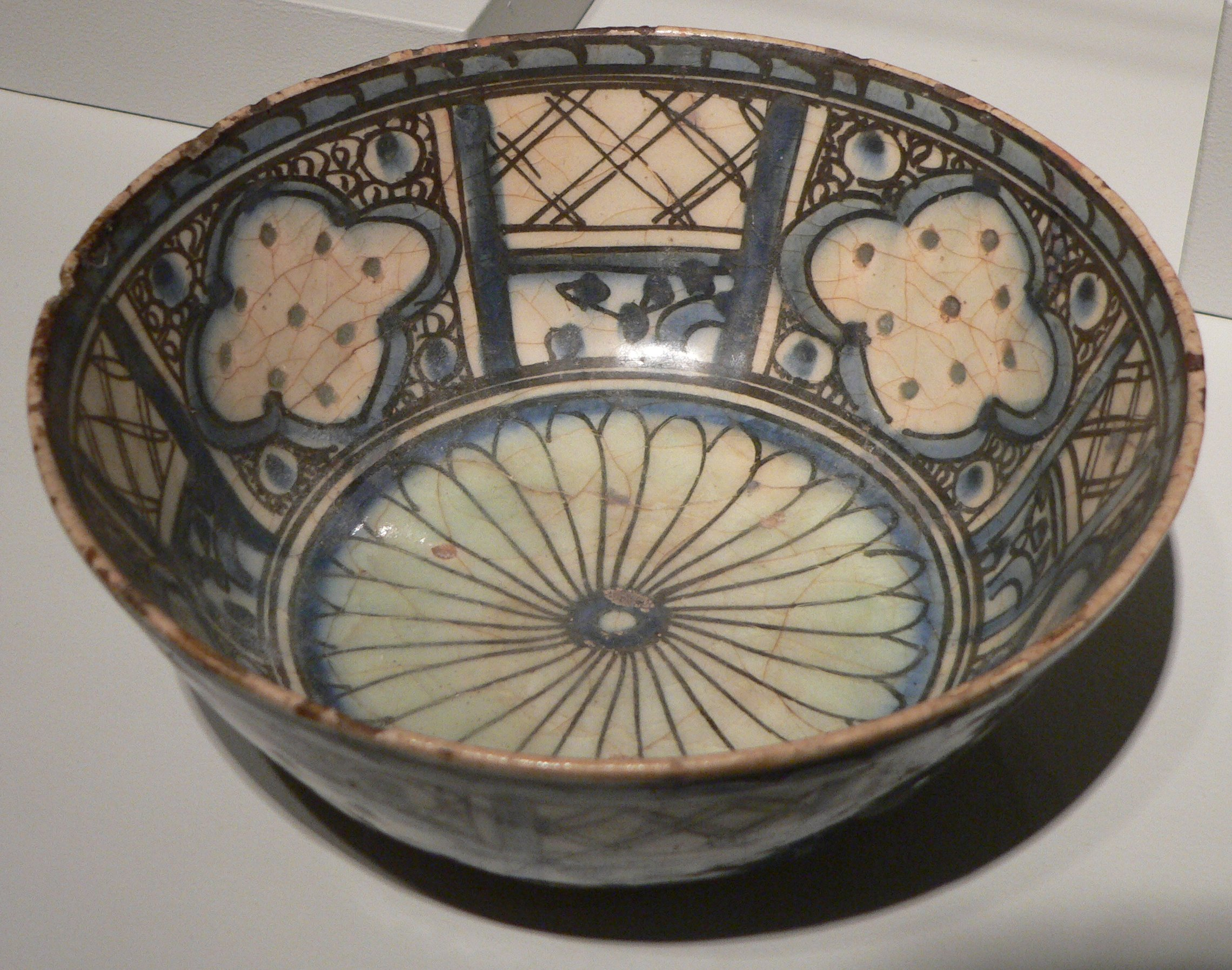
إناء فخاري فارسي مزخرف من القرن السابع عشر الميلادي
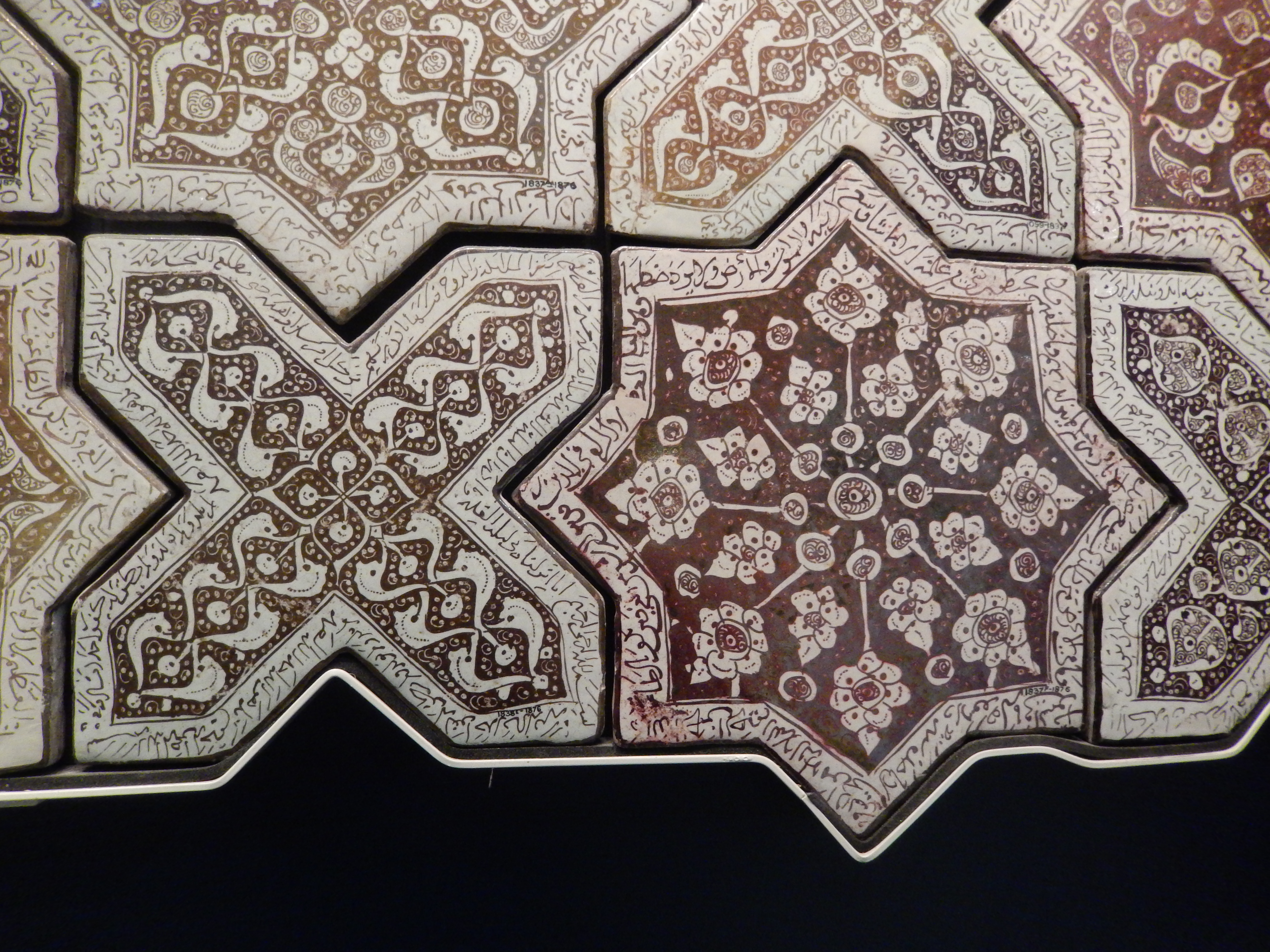
بلاط فارسي متلألئ ربما من كاشان، وهو رمز إلهي عند الصوفية
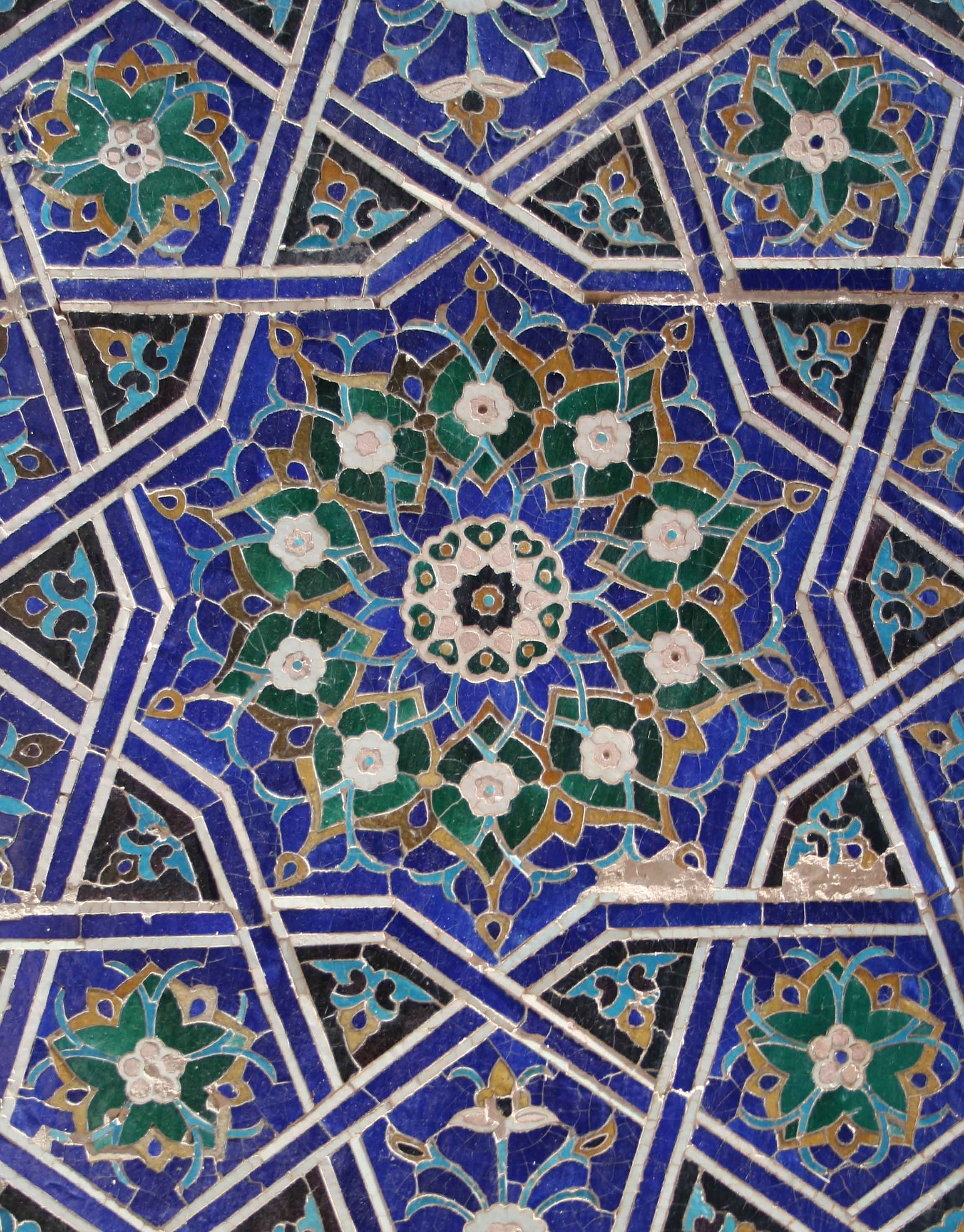
جيرة في شاه زنده بسمرقند في أوزبكستان
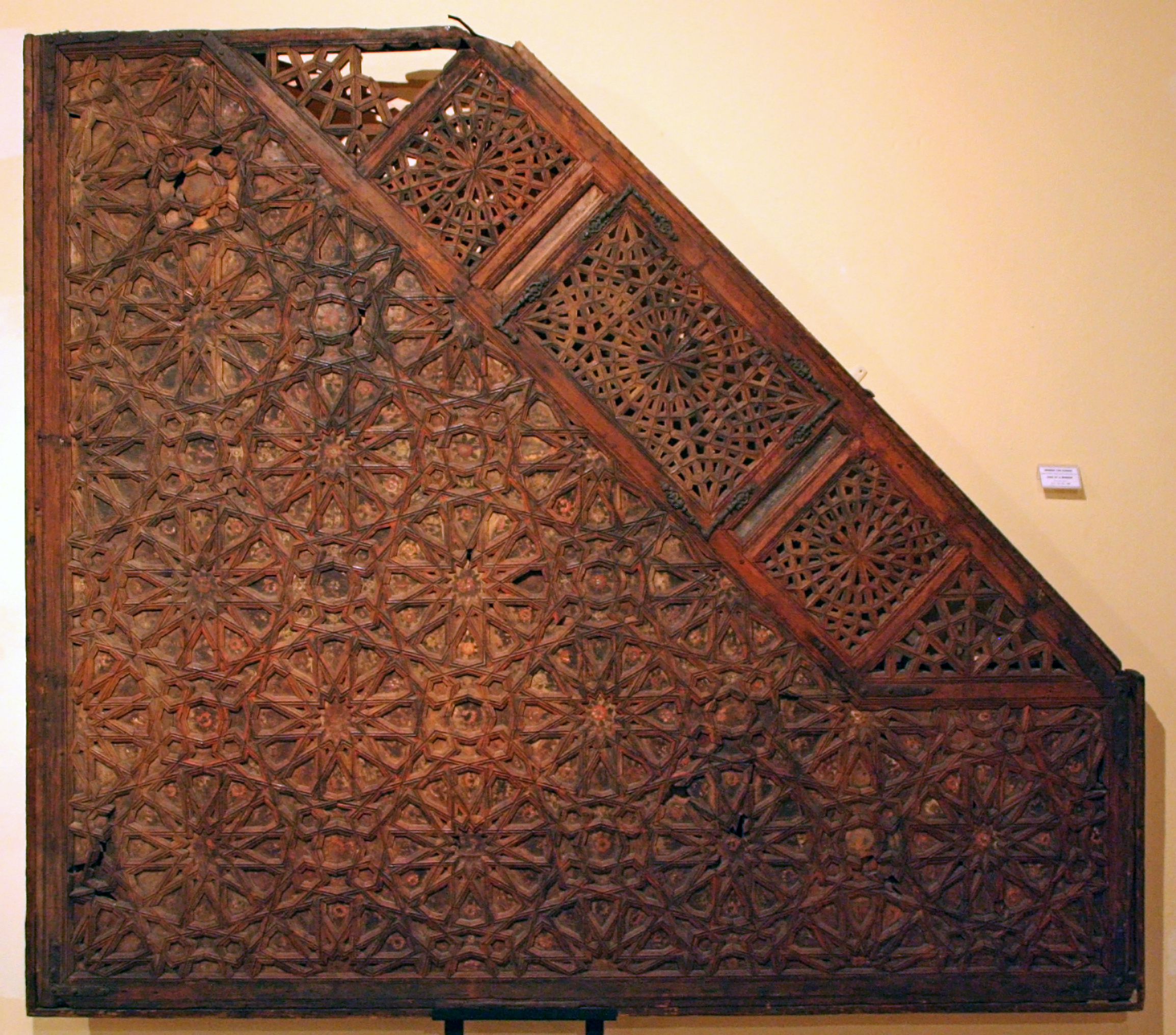
جانب منبر خشبي به نجوم إثنا عشرية معروض في متحف الآثار الإسلامية التركي
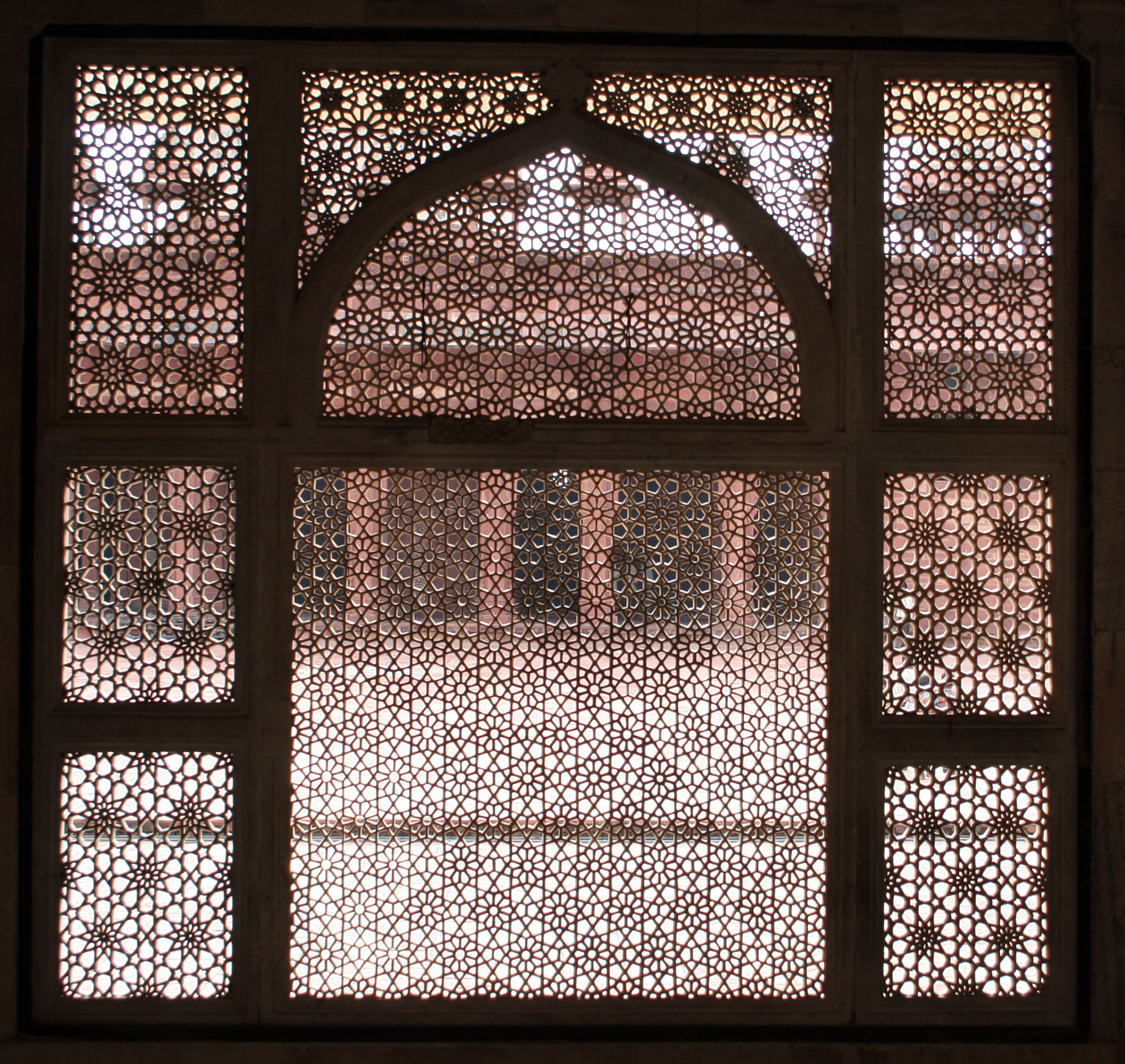
نافذة جالي مثقبة في مقبرة سالم تشاشتي في فاتحبور بالهند
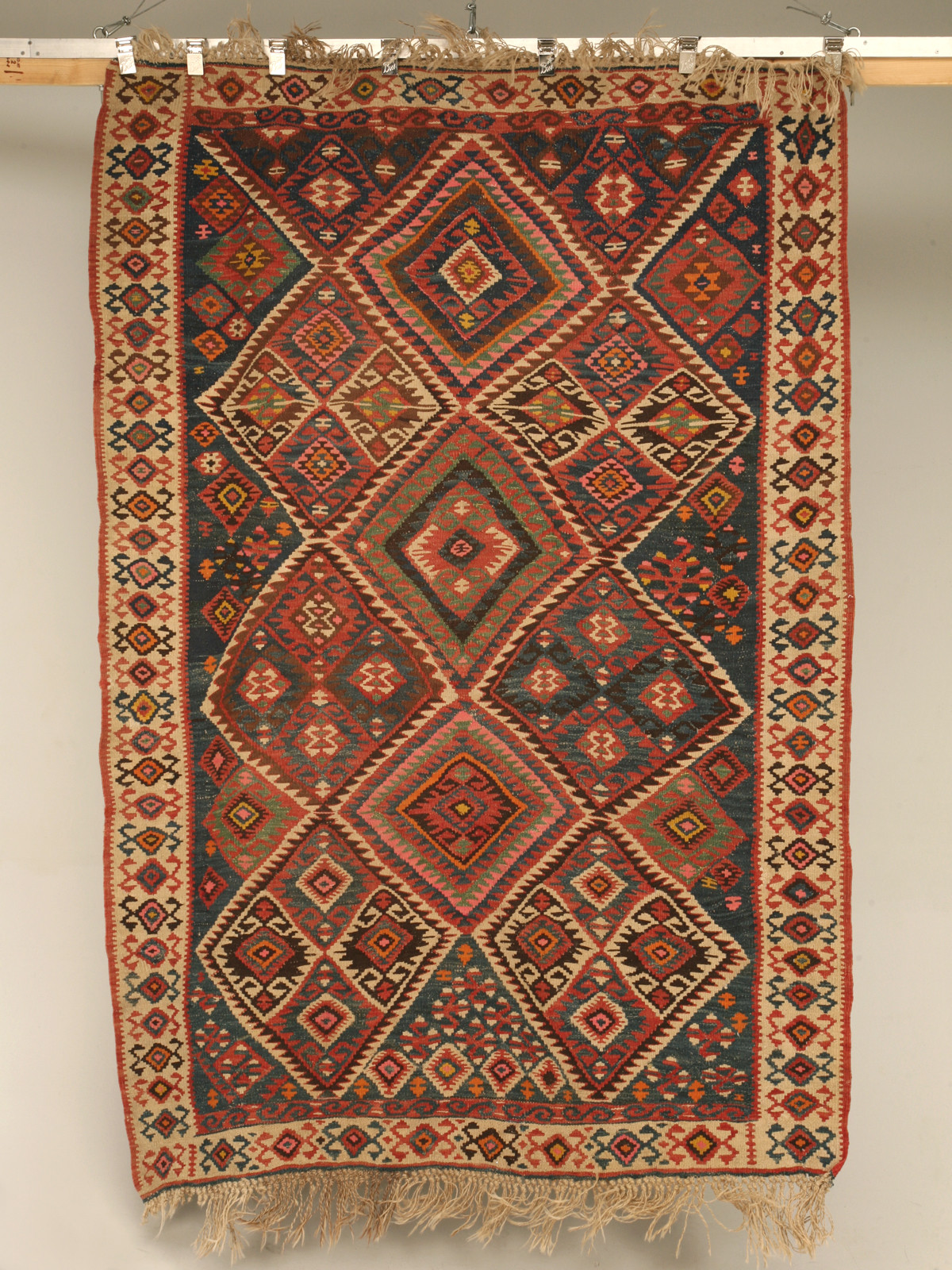
زخارف هندسية بسيطة على كليم تركي
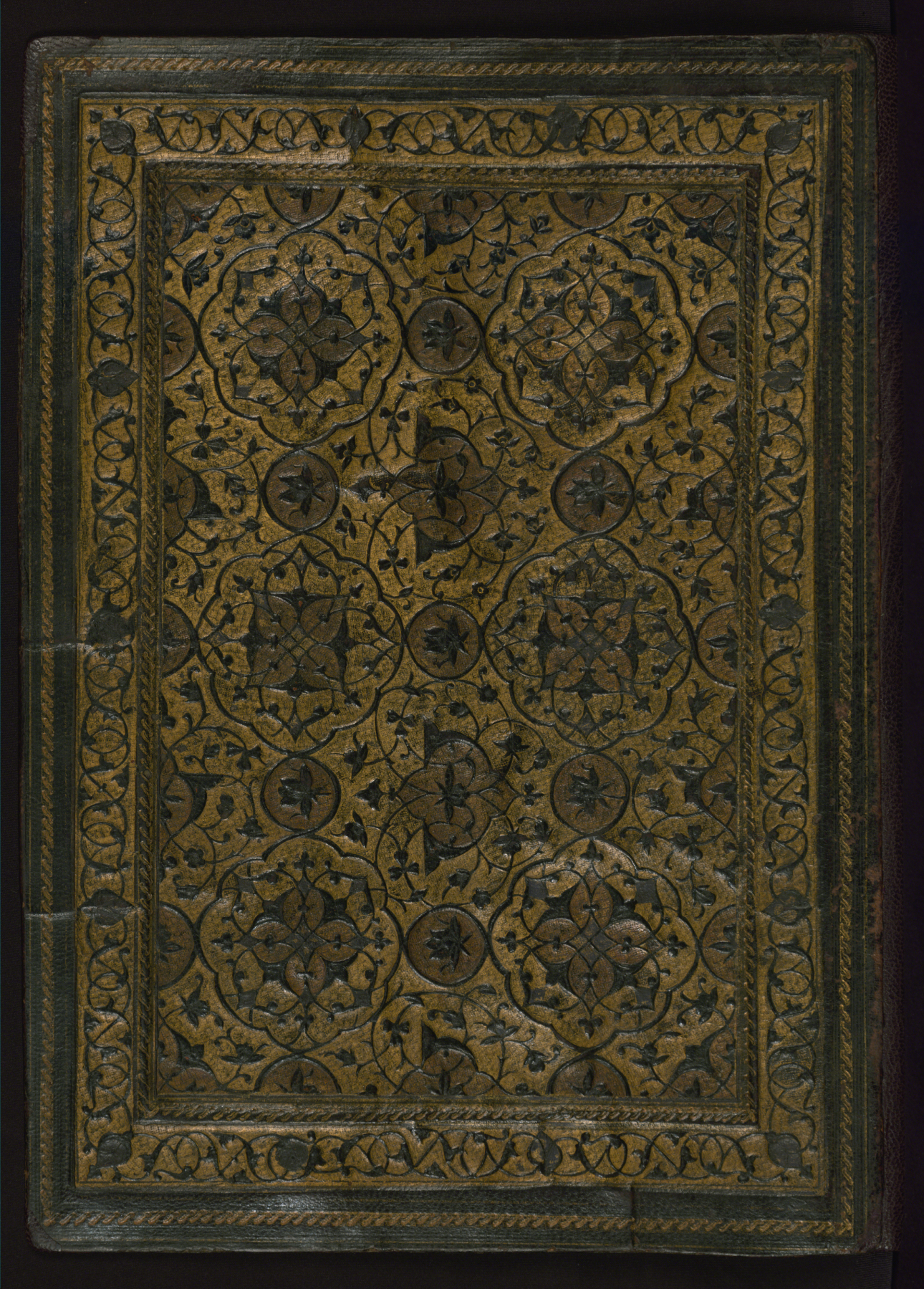
غلاف مصحف فارسي مصنوع من الجلد من القرن العاشر الهجري
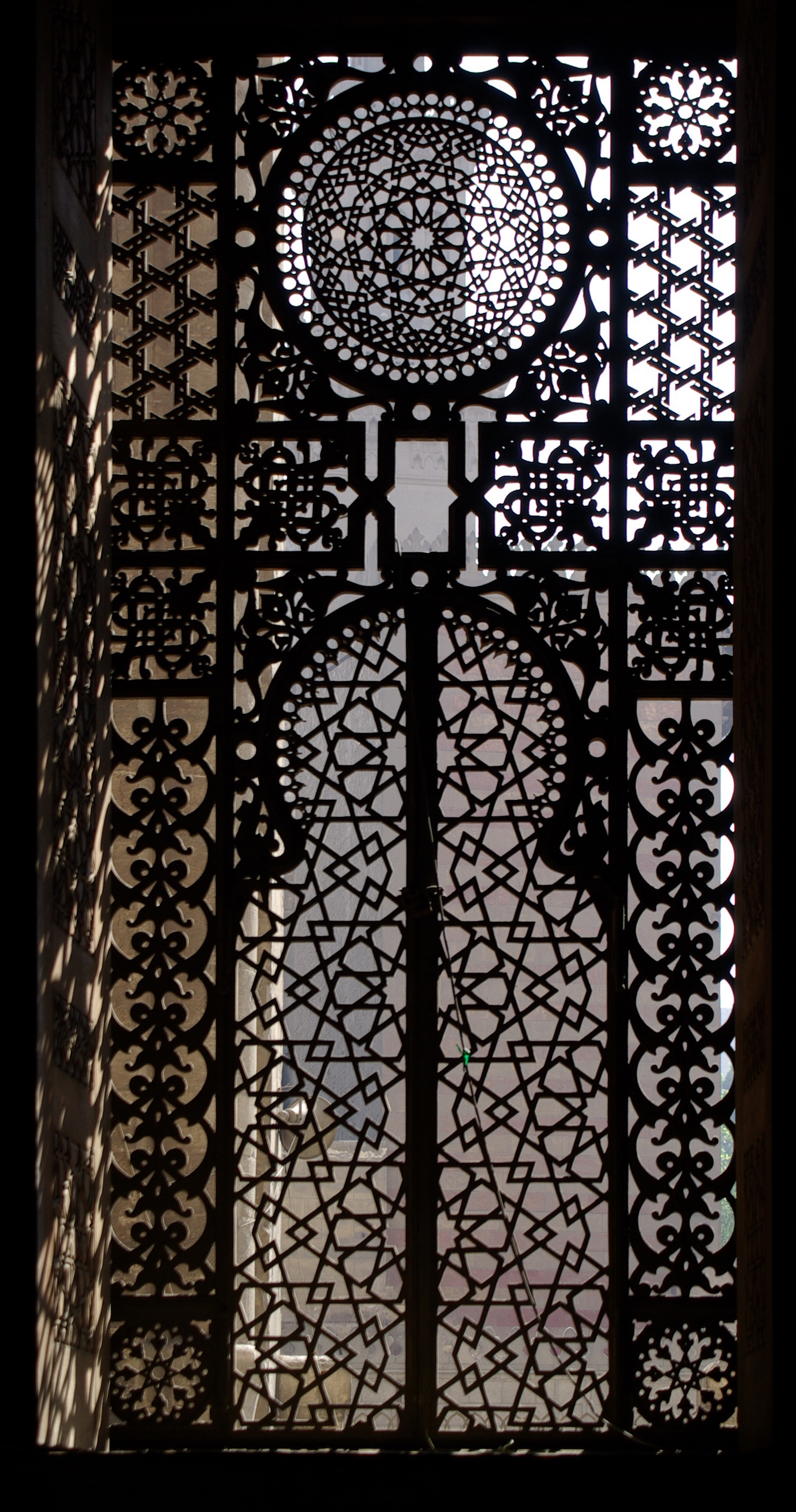
بوابة حديدية بها نجوم عشرية في مسجد الرفاعي بالقاهرة
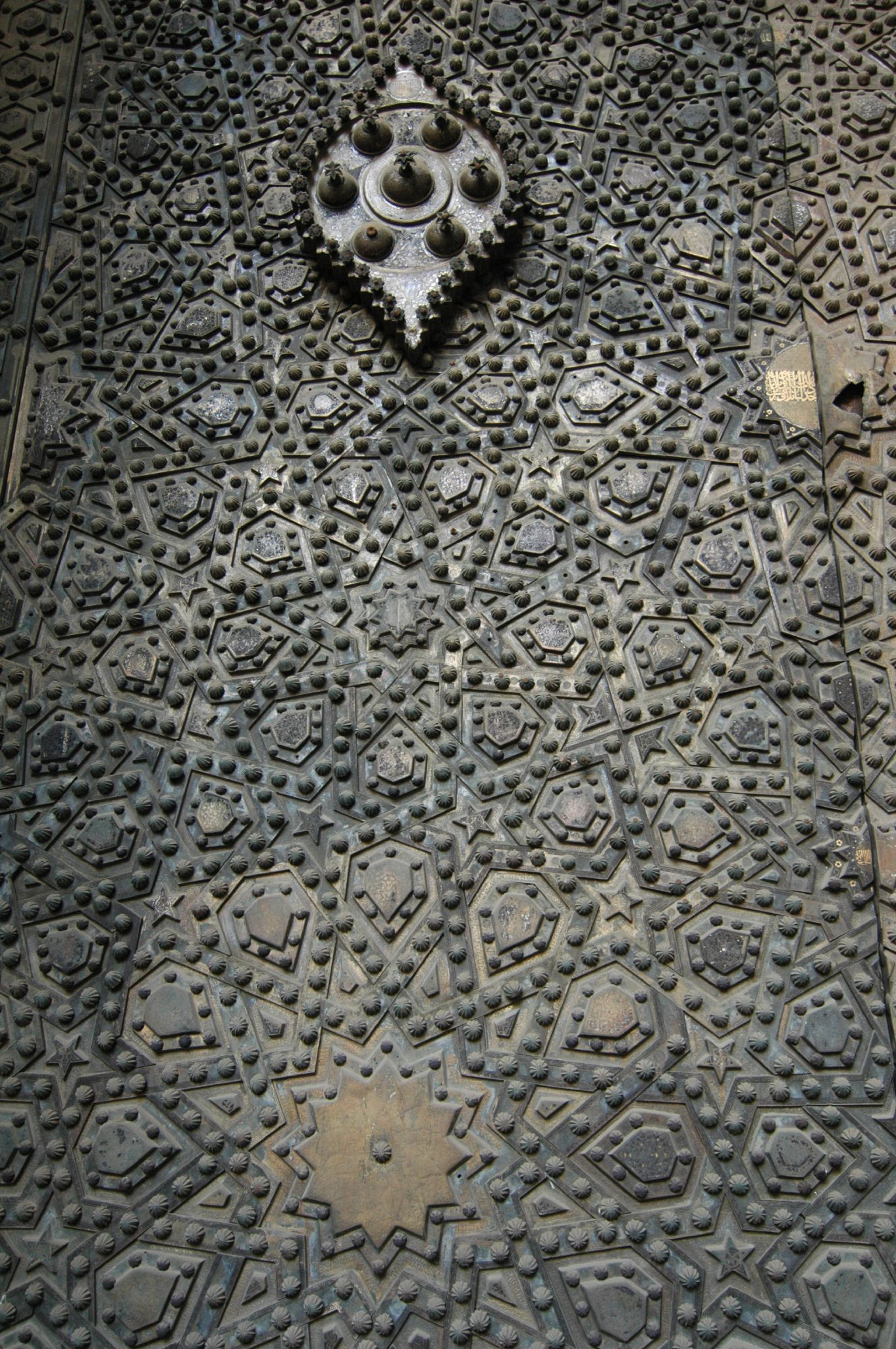
تفاصيل باب مصنوع من البرونز في مسجد السلطان حسن في القاهرة
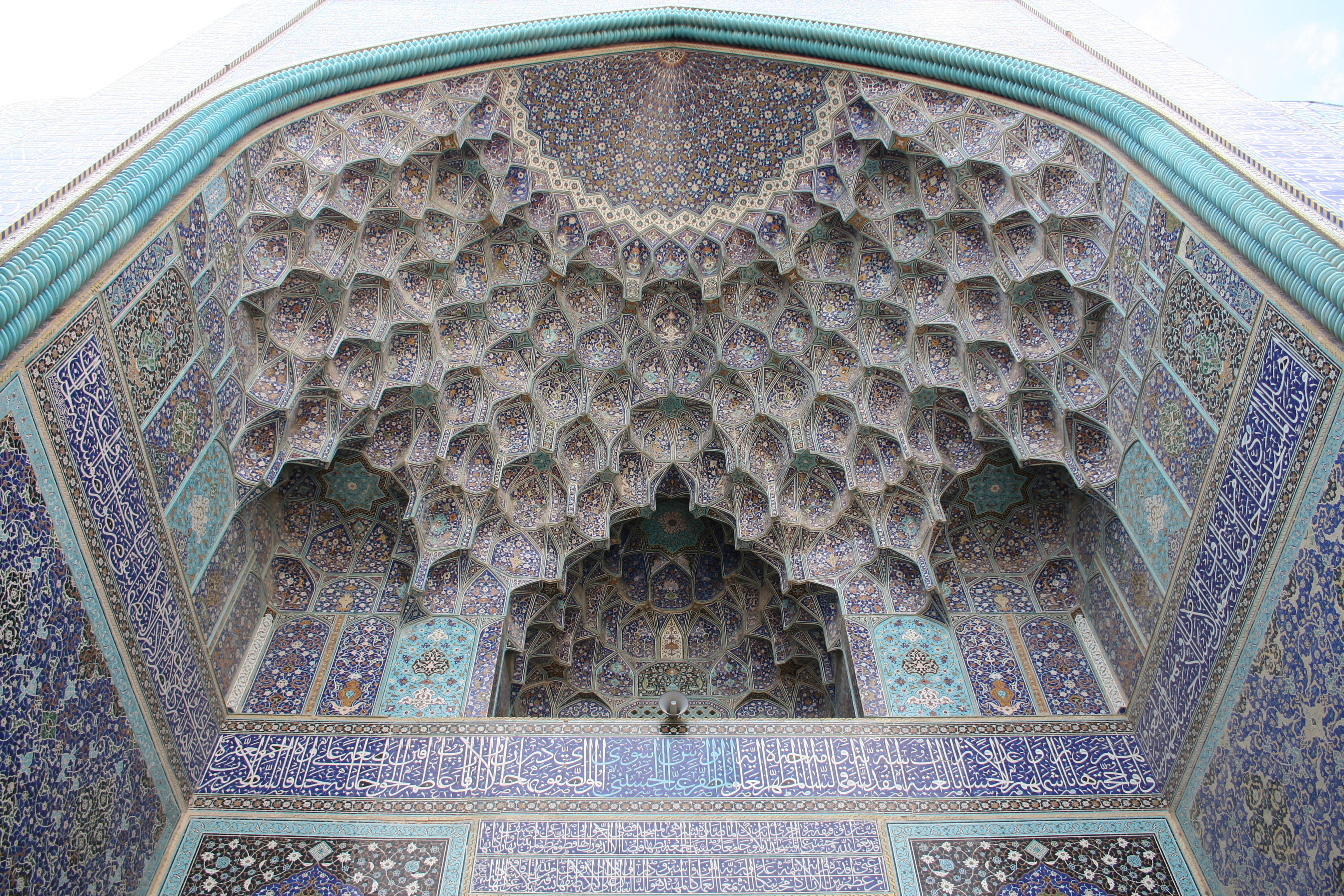
داخل قبة مقرنصة في مسجد الشاه في أصفهان بإيران
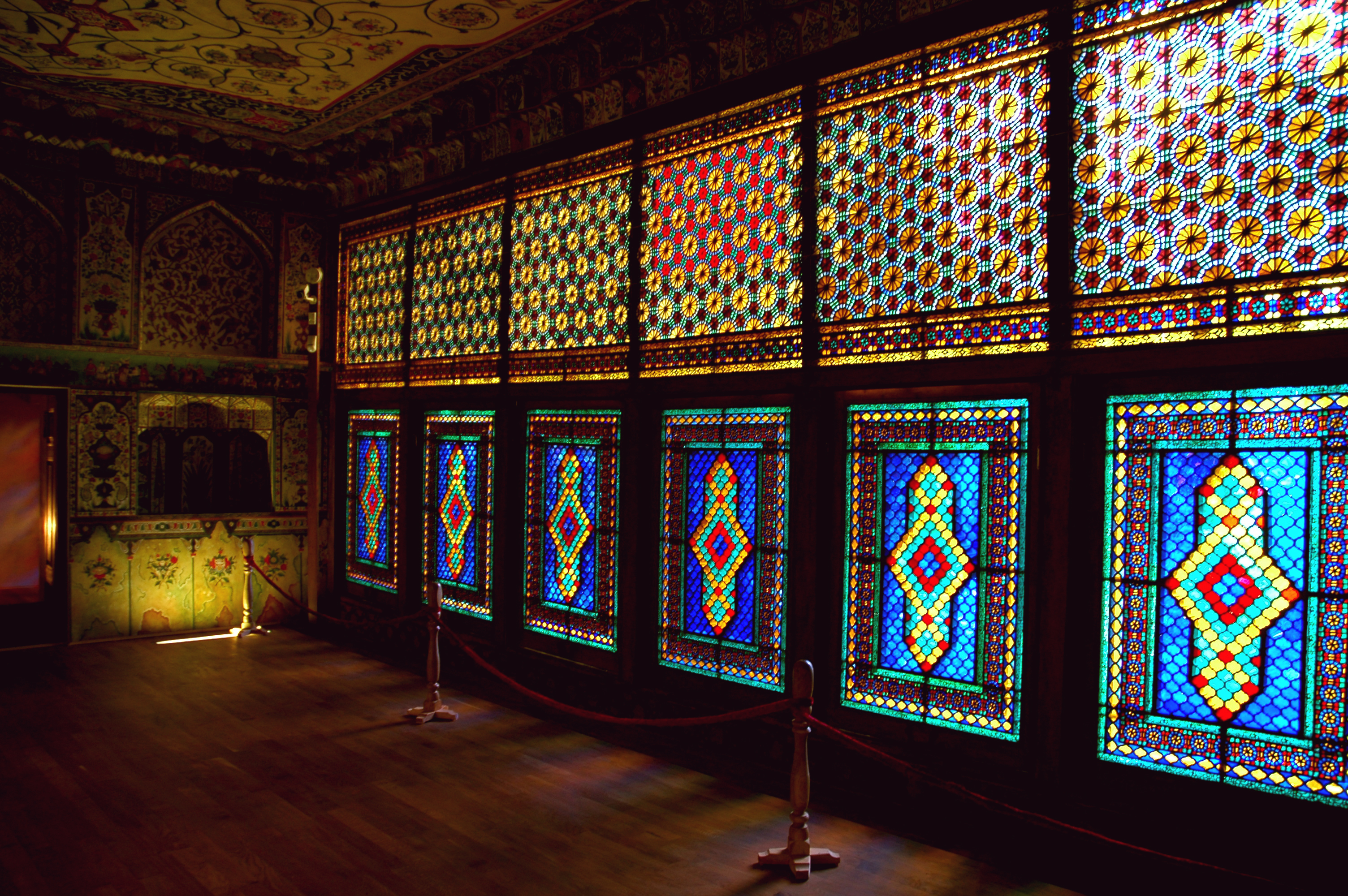
زجاج ملون بزخارف هندسية في نافذة شبكة موجودة في قصر خانات شكي بأذربيجان ترجع إلى سنة 1797 م
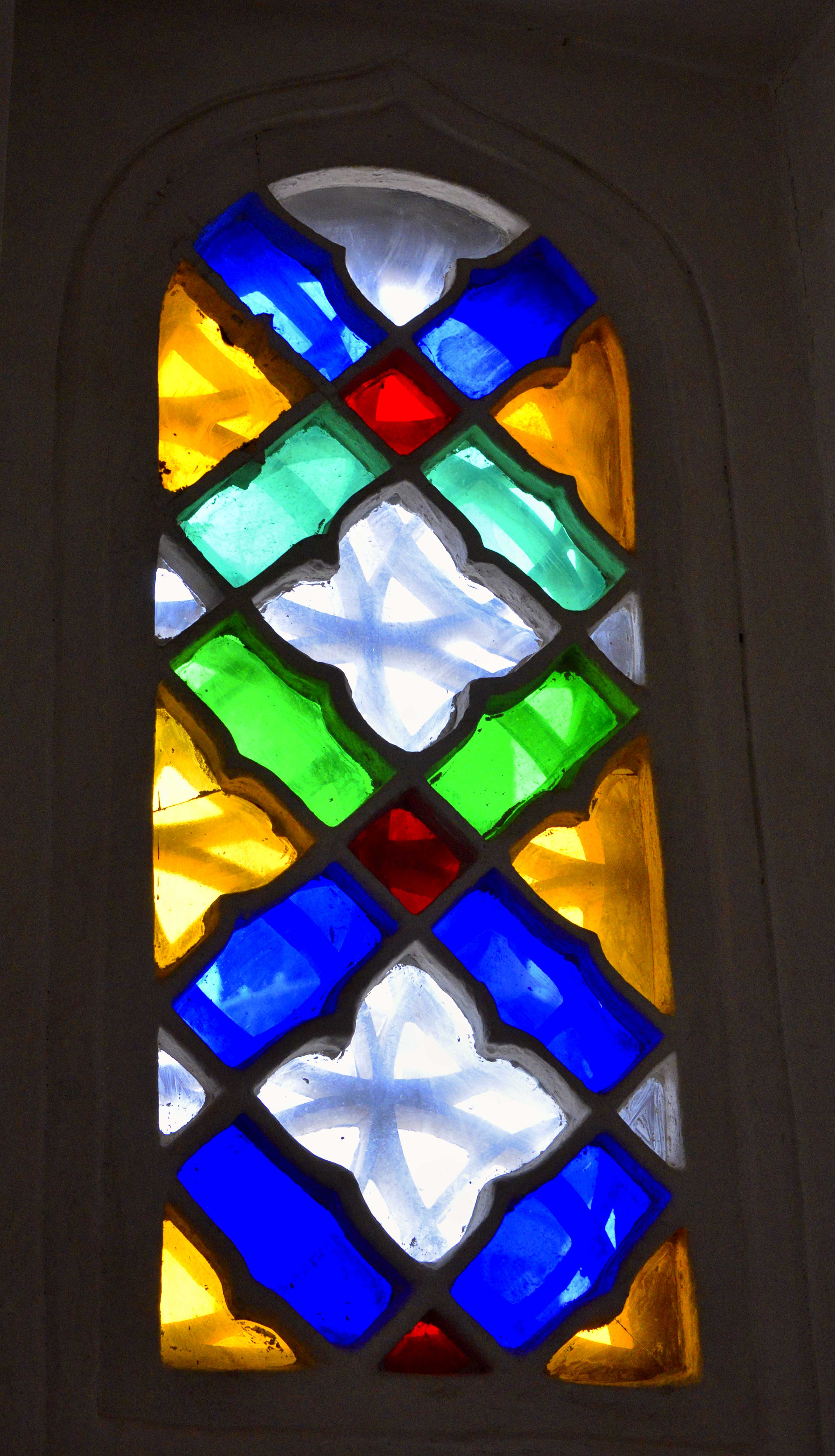
نافذة تقليدية في صنعاء باليمن
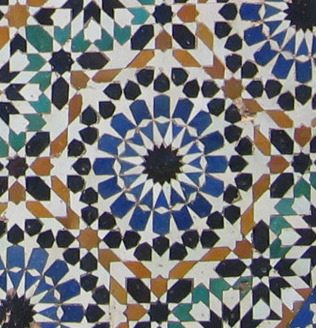
زليج في أحد قصور مكناس بالمغرب
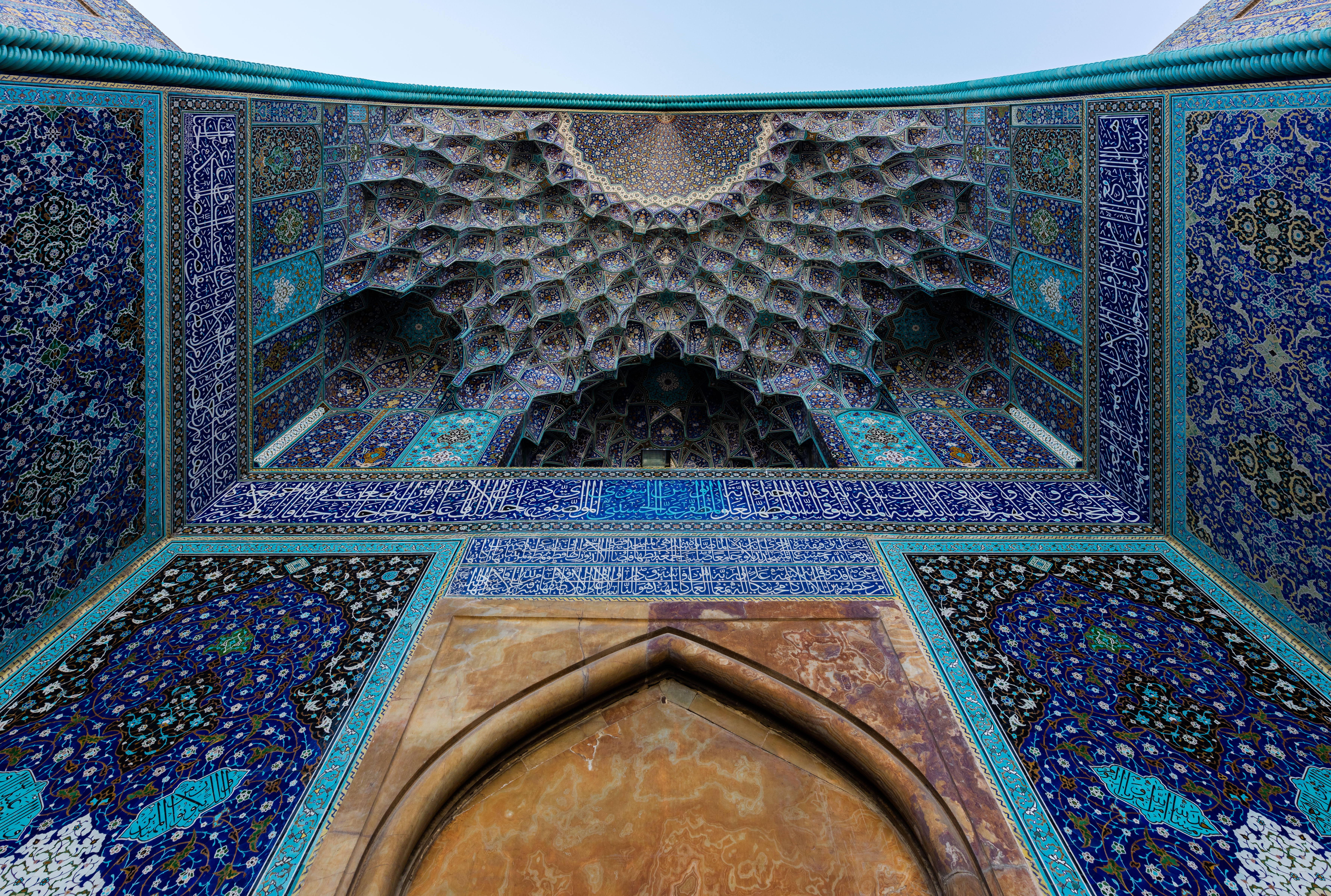
إيوان مسجد الشاه بأصفهان

## أثرها في الثقافة الغربية

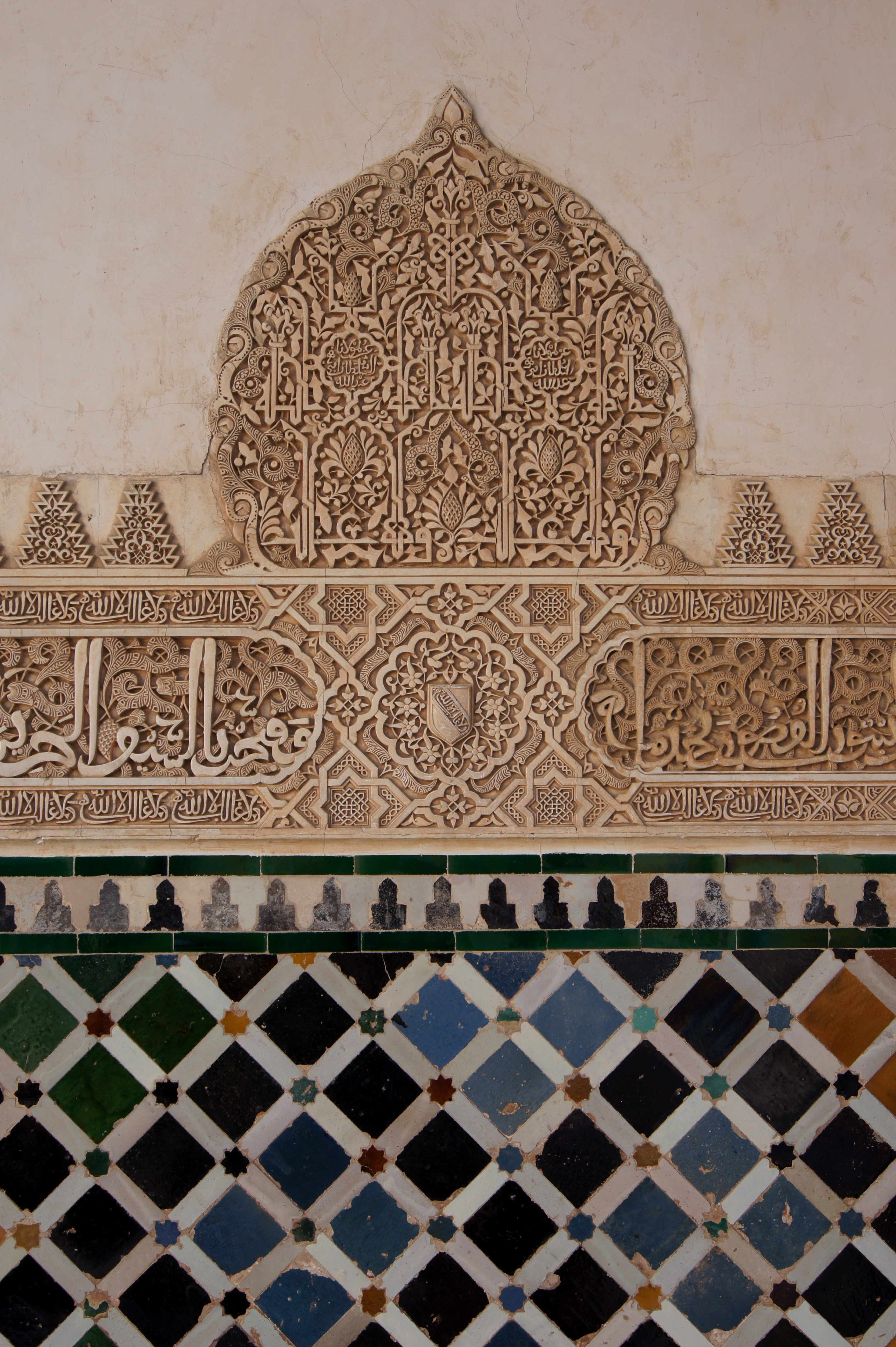
مزج بين الزخارف الهندسية مع الأرابيسك والخط العربي في قصر الحمراء بغرناطة.

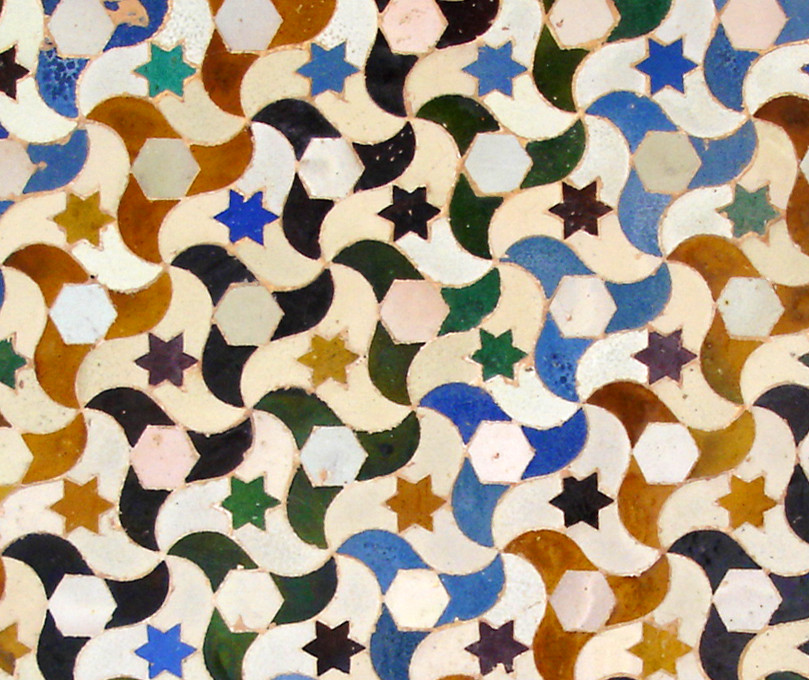
زخارف فسيفسائية خزفية مزجّجة ملونة في قصر الحمراء التي ألهمت إيشر.

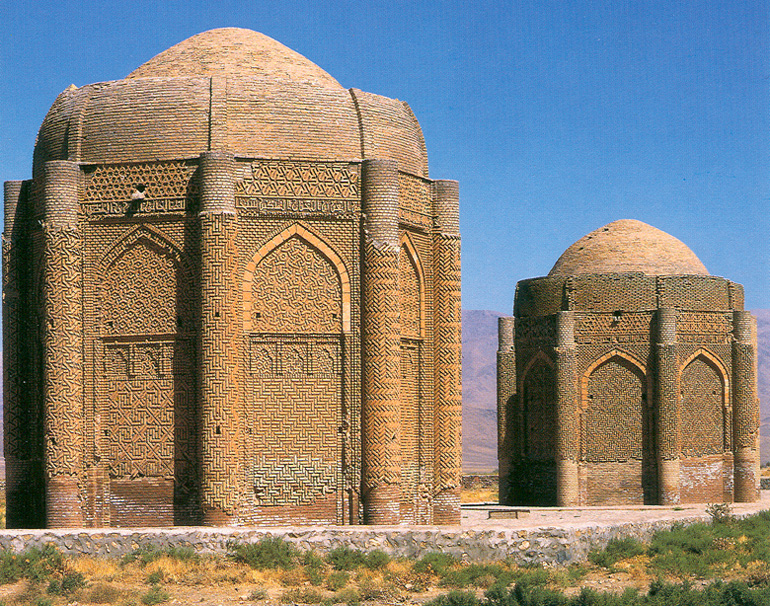
قبرا أميران سلجوقيان في خارغان في محافظة قزوين بإيران يغطيهما الكثير من الزخارف.

يفترض أحيانًا في المجتمع الغربي أن هناك أخطاء في الزخارف الإسلامية المتكررة كتلك الموجودة في السجاد وضعت عمدًا تواضعًا من الفنانين الذين آمنوا بأن الكمال لله وحده، ولكن تلك النظرية رفضت. تشمل معظم المجموعات الفنية الغربية تنوعًا من ألوان الزخارف الهندسية الإسلامية. ففي متحف فكتوريا وألبرت في لندن، هناك على الأقل 283 عمل من هذا النوع تشمل ورق حائط وخشب منحوت وخشب مطعّم وقصدير أو رصاص مزجّج ونحاس وجصّ وزجاج وحرير منسوج وعاج وأقلام حبر وأقلام رصاص للتلوين. وفي متحف المتروبوليتان للفنون بنيويورك، هناك 124 عمل من العصور الوسطى تحمل زخارف هندسية إسلامية، تشمل بابي منبر مصريين ارتفاعهما متران من خشب الورد ومطعمان بالعاج؛ ومحراب كامل من أصفهان مزخرف بفسيفساء متعددة الألوان، وزنه يتجاوز ألفي كغم.
ألهمت تصميمات زخارف قصر الحمراء المعقدة الفنان الهولندي إيشر لدراسة المتواليات الرياضياتية لفسيفسائه، والتي أثّرت على أسلوبه الفني تأثيرًا لازمه في بقية مشواره الفني، حيث قال: «كان أغنى مصدر للإلهام على الإطلاق أمكنني استغلاله.» نظّمت منظمات كمعهد أبحاث علوم الرياضيات ومعهد الدراسات المتقدمة مناسبات حول الزخارف الهندسية وارتباطه بالفن الإسلامي. في سنة 2013 م، أدار مركز إسطنبول للتصميم ومؤسسة أنصار ما زعموا أنه أول ندوة من نوعها عن الفنون الإسلامية والزخارف الهندسية في إسطنبول. ضمت اللجنة المنظمة خبراء في الزخارف الهندسية الإسلامية مثل كارول بير وغي بونر وإريك بروغ وحاج علي نصيف أوغلو ورضا سرهانجي. وفي بريطانيا، نظمت مدرسة الأمير للفنون التقليدية عددًا من المحاضرات في الفن الإسلامي شملت الهندسة والخط العربي والأرابيسك وصناعة القرميد ونحت الجص.
مكّنت رسوم الحاسوب والتصنيع بمساعدة الحاسوب من تصميم وإنتاج زخارف هندسية إسلامية على نحو فعال واقتصادي. شرح كريغ كابلان ووضح في أطروحته لنيل الدكتوراه كيفية إنشاء زخارف النجوم الإسلامية عن طريق الخوارزميات. وفي سنة 2007 م، أثار الفيزيائيان بيتر لو وبول ستنهاردت جدلاً بزعمها أن تصميم جيرة بلاط ضريح إمام الدرب في أصفهان يمثّل تكرار شبه دوري مثل تبليط بنروز الذي وضعه روجر بنروز سنة 1973 م. وقالا أنه بدلاً من الاستخدام التقليدي للمسطرة والفرجار، كان من الممكن إنشاء تصاميم الجيرة باستخدام مجموعة من خمس مضلعات جيرة متساوي الأضلاع، ومن ثمّ تزيينها بالخطوط. في سنة 2016 م، وصف أحمد رافسانجاني استخدام الزخارف الهندسية الإسلامية في برجين في إيران بأنها مصنوعة من مادة الأوكسيتك المطاطية المثقبة، وهي مادة مستقرة عند انكماشها أو تمددها وبالتالي فهي مفيدة في صناعة الدعائم الطبية. عندما تتمدد المواد التقليدية في محور ما، فإنها تنكمش في المحاور الأخرى المتعامدة عليها. ولكن الأوكسيتك تتمدد في الاتجاه العمودي على اتجاه الشد.